# Metro van Berlijn
De metro van Berlijn, in het Duits U-Bahn genoemd, is een van de belangrijkste vervoermiddelen van de Duitse hoofdstad Berlijn. Samen met de S-Bahn (een net van metro-achtige voorstadstreinen) vormt de metro de basis van het snelle openbaar vervoer in de stad, dat aangevuld wordt door tram- en stadsbuslijnen. Terwijl het eerste metrotraject, geopend vanaf 1902, zich vooral op viaducten bevond (Hochbahn), legde men de latere lijnen hoofdzakelijk aan in tunnels (Untergrundbahn). Het huidige net bestaat uit tien lijnen, heeft een lengte van ruim 148 kilometer en telt 175 stations.
Sinds 1929 wordt het metronet van Berlijn geëxploiteerd door het stadsvervoerbedrijf BVG. Daarvoor waren er meerdere maatschappijen actief.
Dagelijks vervoert de Berlijnse metro 1,6 miljoen passagiers, meer dan de helft van het totale aantal reizigers in hoofdstedelijke openbaar vervoer. Het aantal reizigerskilometers bedroeg in 2013 een kleine 2,3 miljard.

## Geschiedenis

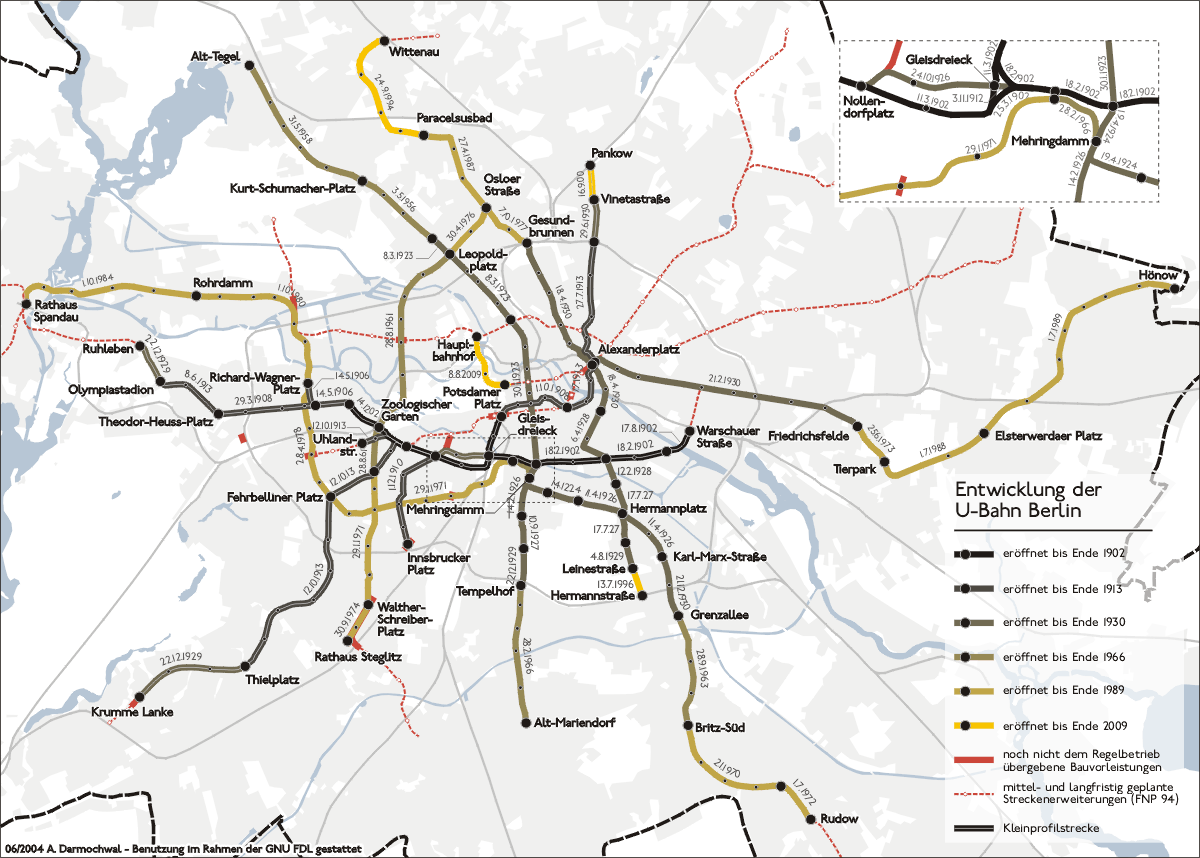
Ontwikkeling van het net

Berlijn was de eerste stad in Duitsland die een metronet bouwde en, na Londen, Boedapest, Glasgow en Parijs, de vijfde in Europa. Een belangrijke rol bij de bouw van een metronet voor Berlijn was weggelegd voor Werner von Siemens, die eveneens een pioniersrol had vervuld bij de ontwikkeling van de elektrische tram. Het nieuwe vervoermiddel kwam er echter niet zonder slag of stoot, onder meer door conflicterende belangen en de bestuurlijke versnippering van Berlijn.
De ontwikkeling van de Berlijnse metro wordt over het algemeen in drie bouwfases ingedeeld:
- periode voor de Eerste Wereldoorlog: aanleg en uitbreiding van het stamtracé;
- periode tot 1930: bouw van de gemeentelijke grootprofiellijnen;
- periode sinds de Tweede Wereldoorlog: uitbreiding van het bestaande net en bouw van nieuwe lijnen in West-Berlijn.

### Planning en eerste bouwfase

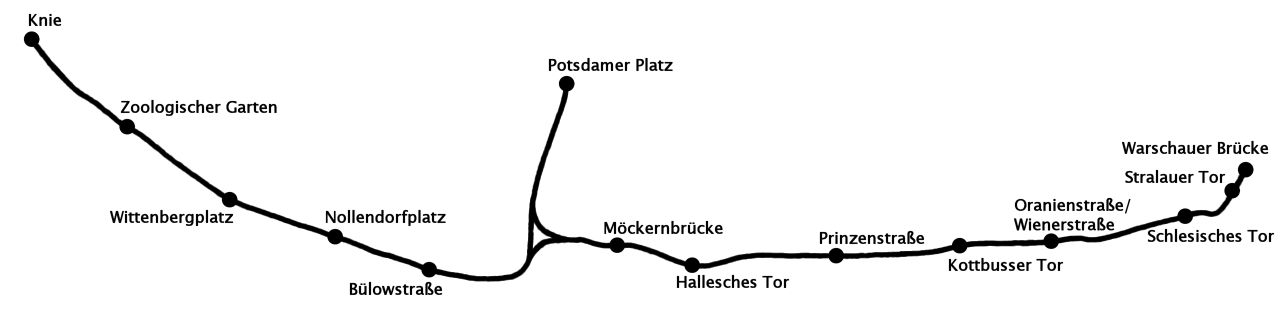
Het stamtracé, de eerste Berlijnse metrolijn

De toenemende verkeersproblematiek in de Duitse hoofdstad leidde er aan het einde van de 19e eeuw toe dat men op zoek ging naar nieuwe vervoermiddelen. Er werden onder andere hangende treinen, zoals de latere Wuppertaler Schwebebahn, en diepgelegen ondergrondse spoorlijnen zoals in Londen overwogen. Werner von Siemens stelde het stadsbestuur voor hooggelegen stadsspoorlijnen naar het voorbeeld van de New Yorkse Elevated Railways aan te leggen. Von Siemens' idee een viaduct te bouwen door de statige Friedrichstraße werd onesthetisch gevonden, maar ook tegen het graven van tunnels onder de stad, zoals AEG voorstelde, bestond weerstand, omdat men bang was voor beschadiging van de zojuist aangelegde riolering.

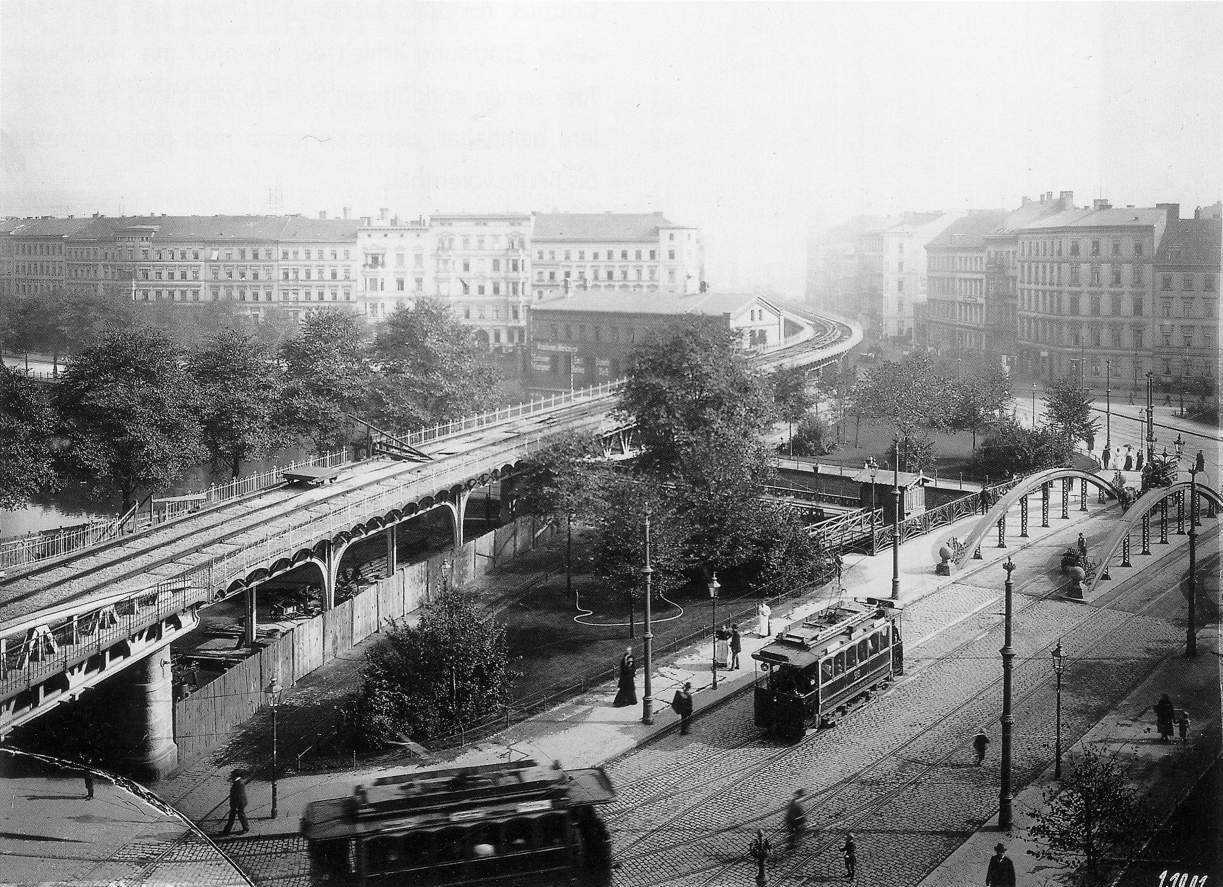
Hochbahn in aanleg bij de Wassertorplatz

Nadat er vele jaren onderhandeld was en diverse projecten de revue waren gepasseerd, kreeg Von Siemens in 1892 uiteindelijk toestemming voor het bouwen van een luchtspoorlijn (Hochbahn) vanaf de Warschauer Brücke door Kreuzberg naar de Bülowstraße. Dit tracé werd gekozen omdat men bang was voor vervuiling en geluidsoverlast en deze route door als arm geldende wijken liep. Een gelijkwaardige spoorlijn over de centraler gelegen "rijke" Leipziger Straße hield het stadsbestuur koste wat kost tegen. In het westen besloot men de lijn ondergronds door te trekken tot aan station Zoologischer Garten. Daarnaast werd er een korte aftakking gebouwd naar de Potsdamer Platz, als voorbereiding op een latere verbinding naar het stadscentrum.
De bouw van de lijn, uitgevoerd door de private firma Siemens & Halske, begon op 10 september 1896. In april 1897 richtten Siemens en de Deutsche Bank de Gesellschaft für Elektrische Hoch- und Untergrundbahnen in Berlin (Hochbahngesellschaft) op, de maatschappij die de metrolijn later zou gaan exploiteren. Het eerste deel van het stamtracé, zoals de oudste lijn genoemd wordt, kwam in gebruik op 18 februari 1902. Op 14 december van hetzelfde jaar was de 10,1 kilometer lange en 14 stations tellende lijn Warschauer Brücke - Potsdamer Platz - Knie gereed.
Al snel volgden er uitbreidingen van de stamlijn, ingegeven door de wensen van de vele gemeenten en steden waaruit het huidige Berlijn tot 1920 bestond. Als eerste kwam er een verlenging in het westen door Charlottenburg (1906) en naar Westend (1908), daarna ging de metro via het historische centrum (1908) naar Prenzlauer Berg (1913). De toen nog zelfstandige stad Schöneberg bouwde in 1910 een eigen metrolijn, in 1913 gevolgd door Wilmersdorf. Deze lijnen werden ondanks dat ze gemeentelijk eigendom waren evenwel geëxploiteerd door de Hochbahngesellschaft. De Schönebergse lijn was echter tot 1926 niet fysiek met de rest van het net verbonden.
In 1912 werd de spoordriehoek die de aftakking naar Potsdamer Platz met de stamlijn verbond na een ernstig ongeluk gereconstrueerd. De gelijkvloerse kruisingen werden vervangen door het kruisingsstation Gleisdreieck.
De bovengenoemde lijnen werden gebouwd met een smal omgrenzingsprofiel, het zogenaamde kleinprofiel, en vormen de basis van de huidige lijnen U1, U2, U3 en U4.
| Traject                                               | Lijn   | Openingsdatum    |
| ----------------------------------------------------- | ------ | ---------------- |
| Stralauer Tor - Potsdamer Platz                       | U1, U2 | 18 februari 1902 |
| Potsdamer Platz / Möckernbrücke - Zoologischer Garten | U1, U2 | 11 maart 1902    |
| Warschauer Straße - Stralauer Tor                     | U1     | 17 augustus 1902 |
| Zoologischer Garten - Ernst-Reuter-Platz              | U2     | 14 december 1902 |
| Ernst-Reuter-Platz - Richard-Wagner-Platz             | U2     | 14 mei 1906      |
| Deutsche Oper - Theodor-Heuss-Platz                   | U2     | 29 maart 1908    |
| Spittelmarkt - Potsdamer Platz                        | U2     | 1 oktober 1908   |
| Nollendorfplatz - Innsbrucker Platz                   | U4     | 1 december 1910  |
| Theodor-Heuss-Platz - Olympia-Stadion                 | U2     | 8 juni 1913      |
| Alexanderplatz - Spittelmarkt                         | U2     | 1 juli 1913      |
| Schönhauser Allee - Alexanderplatz                    | U2     | 27 juli 1913     |
| Wittenbergplatz - Uhlandstraße                        | U1     | 12 oktober 1913  |
| Wittenbergplatz - Thielplatz                          | U3     | 12 oktober 1913  |

### Tweede bouwfase

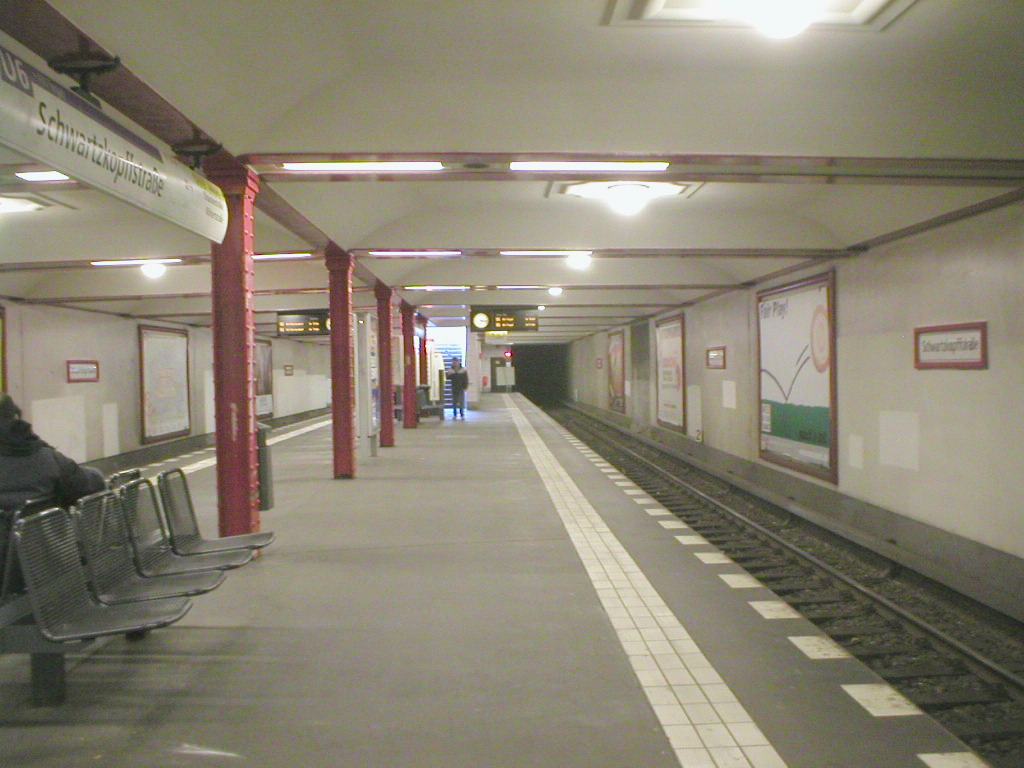
Schwartzkopffstraße, een typisch station van de Nord-Süd-U-Bahn

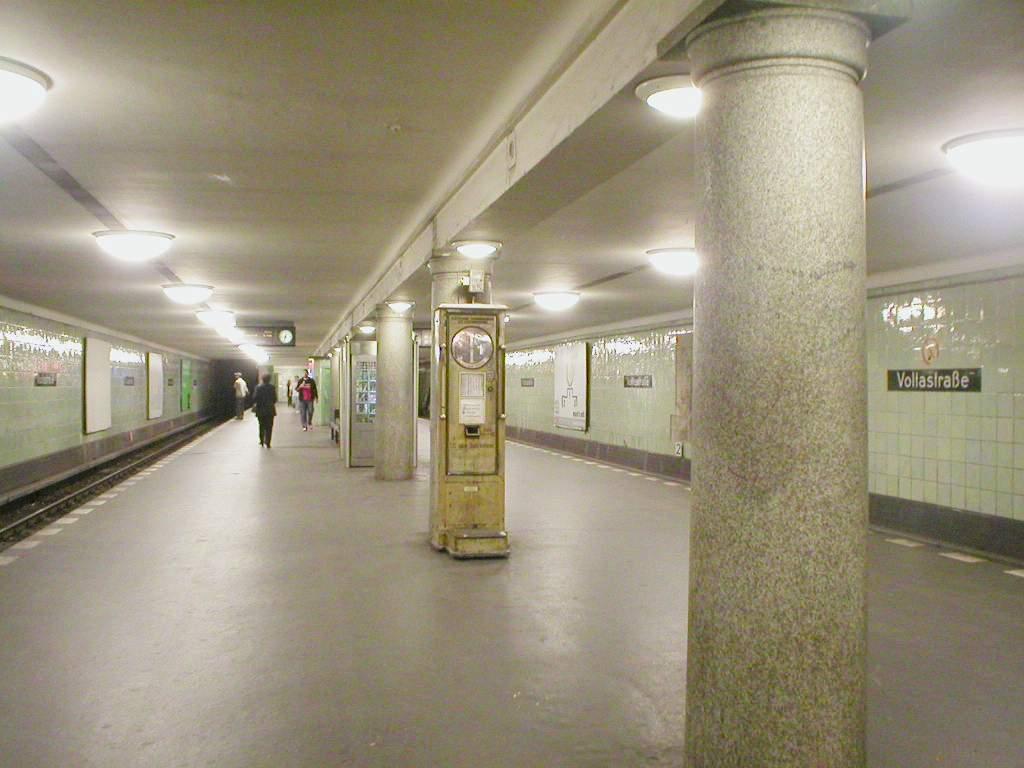
Soberheid op de GN-Bahn: station Voltastraße

Al aan het begin van de 20e eeuw had de stad Berlijn eigen metroplannen ontwikkeld. In tegenstelling tot de oost-westgeoriënteerde lijnen van de Hochbahngesellschaft, plande het stadsbestuur een van noord naar zuid verlopende metrolijn, onder de Friedrichstraße. Bovendien zou deze lijn arbeiderswijken als Wedding en Neukölln op de metro aansluiten, terwijl de private lijnen vooral de rijkere wijken van de stad (Charlottenburg, Schöneberg, Wilmersdorf) bediende. Hierin uitte zich een duidelijk belangenverschil: waar de Hochbahngesellschaft vooral winst wilde maken, hield het stadsbestuur bij het projecteren van nieuwe verbindingen rekening met de publieke functie. In 1920 werd de positie van de stad versterkt door de vorming van Groot-Berlijn, waarbij alle omliggende steden en gemeenten werden geannexeerd.
De bouw van de Nord-Süd-U-Bahn (de huidige U6) begon in december 1912, maar moest vanwege de Eerste Wereldoorlog stilgelegd worden. Nadat de werkzaamheden in 1919 hervat waren kon de nieuwe lijn op 30 januari 1923 in gebruik genomen worden tussen de stations Stettiner Bahnhof en Hallesches Tor. Geld voor materieel had de gemeente Berlijn niet meer, waardoor er treinen van de Hochbahngesellschaft ingezet moesten worden. Vanaf 1924 werd de Nord-Süd-U-Bahn verlengd naar het zuiden, waar twee takken ontstonden.
Ook het elektronicabedrijf AEG startte in 1912 met de bouw van een metrolijn, die Gesundbrunnen met Neukölln moest verbinden (de huidige U8). Net als Siemens eerder had gedaan bracht het bedrijf zijn metroactiviteiten onder in een dochterfirma, de AEG-Schnellbahn-AG. Na de Eerste Wereldoorlog ging deze maatschappij echter failliet en nam het Berlijnse stadsbestuur de zogenaamde GN-Bahn (Gesundbrunnen-Neukölln) over. Men wachtte met de hervatting van de bouw tot na de opening van de Nord-Süd-U-Bahn, zodat het eerste deel van de lijn pas op 17 juli 1927 in gebruik kwam. In april 1930 was het project gereed.
| Metronet 1930 | Metronet 1930                         |
| ------------- | ------------------------------------- |
| AI            | Pankow (V.) – Ruhleben / Wilhelmplatz |
| AII           | Alexanderplatz – Krumme Lanke         |
| BI            | Warschauer Brücke – Hauptstraße       |
| BII           | Warschauer Brücke – Uhlandstraße      |
| CI            | Seestraße – Grenzallee                |
| CII           | Stettiner Bahnhof – Tempelhof         |
| D             | Gesundbrunnen – Leinestraße           |
| E             | Alexanderplatz – Friedrichsfelde      |

Zowel de Nord-Süd-U-Bahn als de GN-Bahn kregen een groter omgrenzingsprofiel dan de lijnen van de Hochbahngesellschaft. Het stadsbestuur besloot dat alle nieuwe lijnen voortaan in grootprofiel gebouwd moesten worden. De reeds bestaande kleinprofiellijnen behielden wel hun krappere afmetingen.
Ondertussen had de stad Berlijn op 10 juli 1926 door middel van het Hochbahnvertrag het gehele metronet in handen gekregen. De Hochbahngesellschaft had vanwege de machtige positie van het stadsbestuur weinig bewegingsruimte en koos eieren voor haar geld; alle aandelen werden aan de stad verkocht. Vervolgens werden alle metrolijnen in Berlijn, evenals de rest van het stadsvervoer, in 1929 ondergebracht bij de Berliner Verkehrsbetriebe (BVG).
De Hochbahngesellschaft zou echter nog één metrolijn bouwen, tevens het laatste traject dat voor de Tweede Wereldoorlog werd aangelegd. Deze lijn E (de huidige U5) onder de Frankfurter Allee was al lange tijd gepland en moest de Alexanderplatz verbinden met Friedrichsfelde in het oosten. De Hochbahngesellschaft had in 1914 de concessie voor de lijn verworven en startte de bouw, voor het eerst in haar geschiedenis in grootprofiel, in 1927. Op 21 december 1930 werd lijn E in gebruik genomen. Het Berlijnse metronet bereikte hiermee een lengte van 76 kilometer, verdeeld over acht lijnen (zie tabel links).
| Traject                                | Lijn   | Openingsdatum     |
| -------------------------------------- | ------ | ----------------- |
| Naturkundemuseum - Hallesches Tor      | U6     | 30 januari 1923   |
| Seestraße - Naturkundemuseum           | U6     | 8 maart 1923      |
| Hallesches Tor - Gneisenaustraße       | U6, U7 | 19 april 1924     |
| Gneisenaustraße - Südstern             | U7     | 14 december 1924  |
| Mehringdamm - Platz der Luftbrücke     | U6     | 14 februari 1926  |
| Südstern - Karl-Marx-Straße            | U7     | 11 april 1926     |
| Gleisdreieck - Nollendorfplatz         | U1     | 24 oktober 1926   |
| Schönleinstraße - Boddinstraße         | U8     | 17 juli 1927      |
| Platz der Luftbrücke - Paradestraße    | U6     | 10 september 1927 |
| Kottbusser Tor - Schönleinstraße       | U8     | 12 februari 1928  |
| Heinrich-Heine-Straße - Kottbusser Tor | U8     | 6 april 1928      |
| Boddinstraße - Leinestraße             | U8     | 4 augustus 1929   |
| Olympia-Stadion - Ruhleben             | U2     | 22 december 1929  |
| Thielplatz - Krumme Lanke              | U3     | 22 december 1929  |
| Paradestraße - Tempelhof               | U6     | 22 december 1929  |
| Gesundbrunnen - Heinrich-Heine-Straße  | U8     | 18 april 1930     |
| Vinetastraße - Schönhauser Allee       | U2     | 21 december 1930  |
| Alexanderplatz - Friedrichsfelde       | U5     | 21 december 1930  |
| Karl-Marx-Straße - Grenzallee          | U7     | 21 december 1930  |

### Nazitijd en Tweede Wereldoorlog
De machtsovername door de nationaalsocialisten in 1933 had ook zijn weerslag op de Berlijnse metro. Twee stations werden naar helden van het nieuwe regime vernoemd: Reichskanzlerplatz kreeg op 24 april 1933 de naam Adolf-Hitler-Platz en Schönhauser Tor werd op 1 mei 1934 omgedoopt tot Horst-Wessel-Platz. In alle stations kwam de vlag van nazi-Duitsland te hangen.
In het kader van het Germania-project ontwikkelde Albert Speer ambitieuze uitbreidingsplannen voor het hoofdstedelijke metronet. Zo zou er een ringlijn komen die alle andere metrolijnen met elkaar zou verbinden. Daarnaast waren er lijnen naar Spandau, Gatow, Kladow, Lichterfelde, Marienfelde, Weißensee, Karlshorst en Lankwitz voorzien. De aanleg van de Noord-zuidtunnel van de S-Bahn kreeg echter voorrang, zodat pas in 1938 op een aantal plaatsen met de bouw van metrolijnen werd begonnen. Geen enkel project zou tot voltooiing komen.
Na de uitbraak van de Tweede Wereldoorlog werd een bevel tot verduistering uitgevaardigd. 's Nachts waren de bovengrondse trajecten van de metro voortaan in het donker gehuld. In de stations Alexanderplatz, Friedrichstraße, Gesundbrunnen, Hermannplatz, Nollendorfplatz, Lichtenberg en Ruhleben, evenals in de Waisentunnel en in het ongebruikte maar in ruwbouw voltooide station Hermannstraße richtte men in 1940 schuilkelders in.

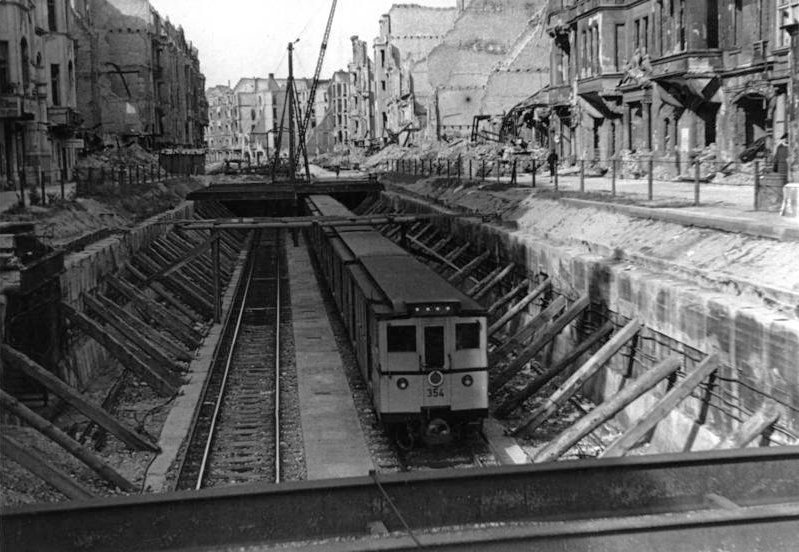
De tunnel is nog niet gerepareerd, maar de metro kan weer rijden: trein richting Krumme Lanke in het door bombardementen verwoeste Berlijn, nabij de Nürnberger Platz.

Tijdens de oorlog raakten vele stations, tunnels en viaducten zwaar beschadigd door bombardementen. Bij luchtalarm werden de metrostations afgesloten, om te voorkomen dat burgers er zouden proberen te schuilen. Vanwege de overwegend ondiepe ligging van de metro (zie ook de sectie tunnelbouw) was men ondergronds namelijk allerminst veilig; voltreffers sloegen regelmatig dwars door het dak van de tunnels. Toen dit op 26 februari 1945 gebeurde in het station Memeler Straße (nu Weberwiese), vonden 200 mensen de dood. In 1945 was er inmiddels zoveel verwoest dat er alleen nog enkele pendeldiensten bedreven konden worden. Op 25 april werd het gehele metroverkeer stilgelegd als gevolg van het uitvallen van de stroomvoorziening. De noodsituatie bereikte een hoogtepunt in mei 1945, toen de Noord-zuidtunnel van de S-Bahn ter hoogte van het Landwehrkanaal werd opgeblazen en onder water kwam te staan. Via een voetgangerstunnel in station Friedrichstraße bereikte het water ook het metronetwerk. Bijna een miljoen kubieke meter water verspreidde zich vervolgens door de tunnels en diverse trajecten overstroomden volledig.
Nadat de ergste schade die het Berlijnse metronet had geleden na de oorlog was hersteld, bestond er vanaf april 1947 weer een doorgaande dienst op alle lijnen, hoewel een aantal stations pas tegen 1950 heropend kon worden. De volgende ingrijpende gebeurtenis kondigde zich echter al aan: Berlijn werd in tweeën gedeeld.

### Splitsing en derde bouwfase

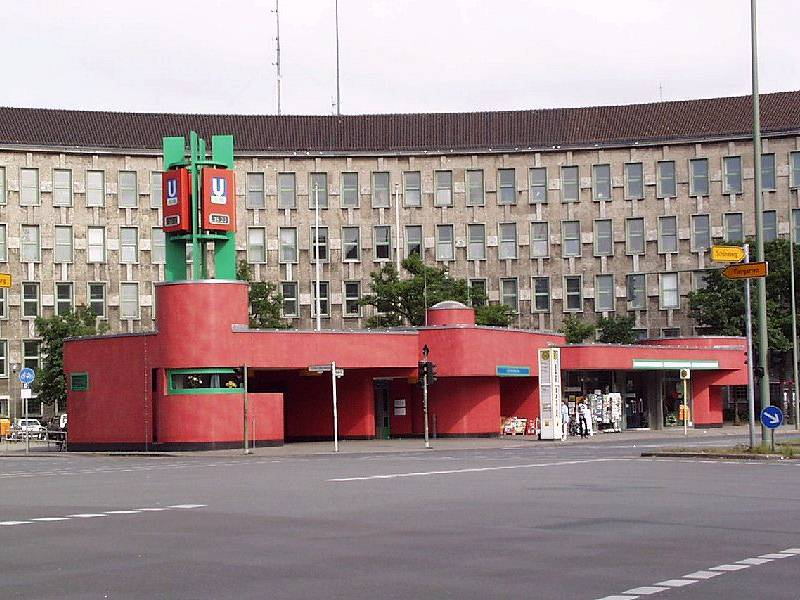
Toegangsgebouw van station Fehrbelliner Platz (U7), ontworpen door Rainer Rümmler

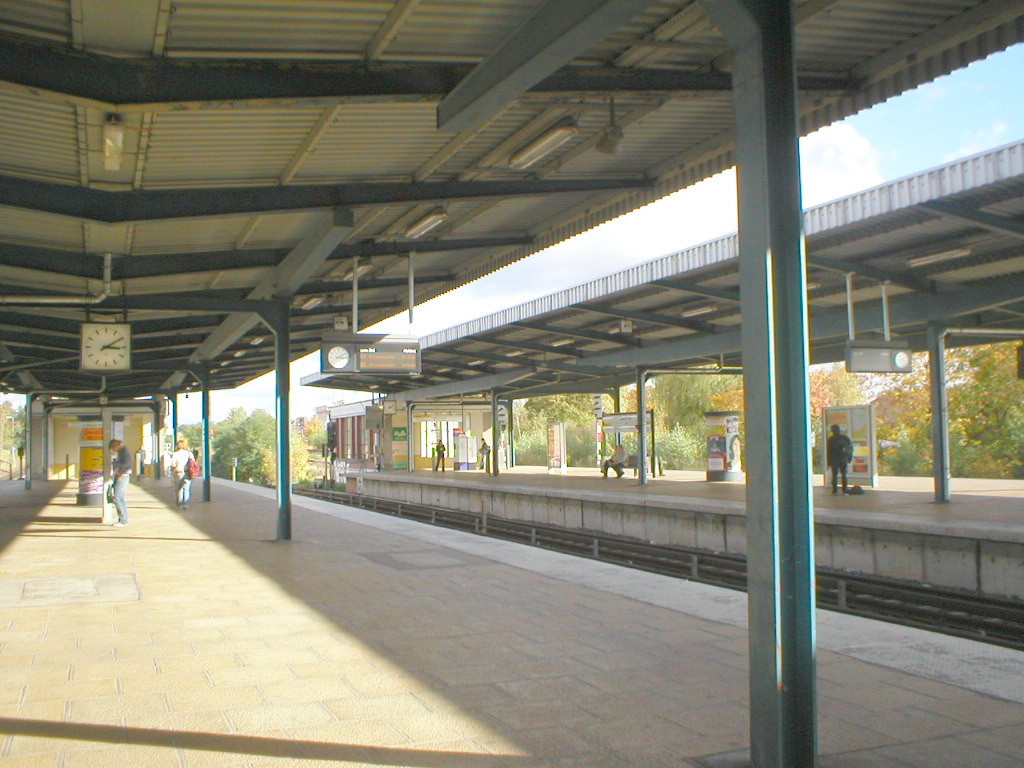
In station Wuhletal (U5) kan cross-platform worden overgestapt op de S-Bahn.

Na de oprichting van de Duitse Democratische Republiek en de Bondsrepubliek Duitsland in 1949 werd de splitsing van de stad definitief. Ook het stadsvervoerbedrijf BVG werd gesplitst. Desondanks bleef er doorgaand metroverkeer tussen oost en west bestaan. Pas toen in 1961 de Berlijnse Muur werd gebouwd, volgde de deling van het net. Alleen lijn E (U5) kwam daarbij volledig in Oost-Berlijn te liggen; lijn A (U2) werd nabij de Potsdamer Platz onderbroken en in een westelijk en een oostelijk deel gesplitst. De overige lijnen kwamen toe aan West-Berlijn, waarbij de deels door Oost-Berlijns grondgebied verlopende lijnen C (U6) en D (U8) een bijzonderheid gingen vormen. De treinen sloegen alle in het oosten gelegen stations over, behalve station Friedrichstraße op lijn C, waar een overstap op de West-Berlijnse S-Bahn bestond. Op deze manier ontstonden in Oost-Berlijn talrijke spookstations. Het oostelijke eindpunt van de huidige U1, Warschauer Brücke, werd als enige in Oost-Berlijn gelegen station van de lijn gesloten.
Terwijl in het oosten van de stad de tram en de S-Bahn gingen domineren, had men in West-Berlijn al in de jaren 1950 grootse plannen ter uitbreiding van de metro ontwikkeld. Dit 200-Kilometer-Plan voorzag verlenging van vrijwel alle bestaande lijnen en de aanleg van twee geheel nieuwe lijnen, waardoor het net een lengte van 200 kilometer zou bereiken. Het plan hield overigens geen rekening met de grens tussen oost en west: er waren ook in Oost-Berlijn gelegen trajecten in opgenomen.
Het eerste metrotraject dat na de Tweede Wereldoorlog gebouwd werd was de noordelijke verlenging van lijn C (U6) tot Alt-Tegel, in twee etappes geopend in 1956 en 1958. Vervolgens richtten de werkzaamheden zich op de nieuwe tangentiële lijn G (U9), die geheel in West-Berlijn lag en het (Oost-Berlijnse) historische centrum omzeilde. Het eerste deel van deze lijn kwam in gebruik op 28 augustus 1961, vlak na de bouw van de Muur. Omdat de andere lijnen naar het noorden van de stad deels over Oost-Berlijns grondgebied liepen werd de U9 meteen een belangrijke verbinding.
| Metronet West-Berlijn 1989 | Metronet West-Berlijn 1989          |
| -------------------------- | ----------------------------------- |
| U1                         | Schlesisches Tor - Ruhleben         |
| U2                         | Wittenbergplatz - Krumme Lanke      |
| U3                         | Wittenbergplatz - Uhlandstraße      |
| U4                         | Nollendorfplatz - Innsbrucker Platz |
| U6                         | Tegel - Alt-Mariendorf              |
| U7                         | Rathaus Spandau - Rudow             |
| U8                         | Paracelsus-Bad - Leinestraße        |
| U9                         | Osloer Straße - Rathaus Steglitz    |
| Metronet Oost-Berlijn 1989 |                                     |
| A                          | Pankow (V.) - Otto-Grotewohl-Straße |
| E                          | Alexanderplatz - Hönow              |

De metrobouw in West-Berlijn vorderde gestaag, omdat nieuwe verbindingen vanwege het wegvallen van de tram en de boycot van de (door de Oost-Duitse spoorwegen bedreven) S-Bahn noodzakelijk waren. In 1966 bereikte de huidige U6 zijn zuidelijke eindpunt en werd de zuidoostelijke tak van de voormalige lijn C de zelfstandige lijn 7. Tegelijkertijd werd het gehele West-Berlijnse metronet gereorganiseerd. De oude praktijk van hoofdlijnen (aangeduid met letters) met aftakkingen (aangeduid met Romeinse cijfers) werd terzijde geschoven; iedere lijn kreeg een vaste route en een lijnnummer. In Oost-Berlijn behielden de metrolijnen hun klassieke aanduiding A en E.
In de jaren 1970 werd de U9 voltooid en de nieuwe U7 aan beide uiteinden verlengd. Evenals de U9 werd de U7 een tangentiële lijn, die een halve cirkel beschrijft om het West-Berlijnse centrum rond de Kurfürstendamm. In 1984 bereikte de lijn Spandau. Ook voor de huidige U8 bleek verlenging uiterst noodzakelijk, aangezien er op het noordelijke deel van de lijn, na het passeren van de Oost-Berlijnse spookstations, slechts twee stations in West-Berlijn lagen. In 1977 werd de lijn daarom doorgetrokken tot Osloer Straße, waar een aansluiting op de naar het westelijke centrum leidende U9 ontstond. Ondertussen was er in Oost-Berlijn slechts één nieuw station gebouwd: het in 1973 geopende Tierpark aan lijn E (U5).
Nadat het viaducttracé Wittenbergplatz - Gleisdreieck in 1972, vanwege het sterk teruggelopen aantal reizigers als gevolg van de splitsing van lijn A/U2, was gesloten, kreeg het vanaf het eind van de jaren 1970 een aantal nieuwe functies. In de stations Nollendorfplatz en Bülowstraße werden een vlooienmarkt respectievelijk een Turkse bazaar ingericht. Over het viaduct tussen beide stations ging een historische pendeltram rijden. Ten noorden van station Gleisdreieck werd vanaf 1984 een deel van het gestremde metrotracé gebruikt door een magneetzweeftrein, de M-Bahn.
De laatste netuitbreiding in West-Berlijn was de noordelijke verlenging van lijn U8, die in 1987 gereedkwam. In het oosten van de stad had men zich tot dan toe vooral toegelegd op het bouwen van nieuwe S-Bahnlijnen, maar de grote nieuwbouwwijk Hellersdorf besloot men met een metrolijn te ontsluiten. Hiertoe verlengde men lijn E van het Tierpark in twee etappes (1988 en 1989) naar Hönow.
| Traject                                    | Lijn | Openingsdatum     |
| ------------------------------------------ | ---- | ----------------- |
| Kurt-Schumacher-Platz - Seestraße          | U6   | 3 mei 1956        |
| Alt-Tegel - Kurt-Schumacher-Platz          | U6   | 31 mei 1958       |
| Leopoldplatz - Spichernstraße              | U9   | 28 augustus 1961  |
| Grenzallee - Britz-Süd                     | U7   | 28 september 1963 |
| Tempelhof - Alt-Mariendorf                 | U6   | 28 februari 1966  |
| Möckernbrücke - Mehringdamm                | U7   | 28 februari 1966  |
| Britz-Süd - Zwickauer Damm                 | U7   | 2 januari 1970    |
| Fehrbelliner Platz - Möckernbrücke         | U7   | 29 januari 1971   |
| Spichernstraße - Walther-Schreiber-Platz   | U9   | 29 januari 1971   |
| Zwickauer Damm - Rudow                     | U7   | 1 juli 1972       |
| Friedrichsfelde - Tierpark (O)             | U5   | 25 juni 1973      |
| Walther-Schreiber-Platz - Rathaus Steglitz | U9   | 30 september 1974 |
| Osloer Straße - Leopoldplatz               | U9   | 30 april 1976     |
| Osloer Straße - Gesundbrunnen              | U8   | 5 oktober 1977    |
| Richard-Wagner-Platz - Fehrbelliner Platz  | U7   | 28 april 1978     |
| Rohrdamm - Richard-Wagner-Platz            | U7   | 1 oktober 1980    |
| Rathaus Spandau - Rohrdamm                 | U7   | 1 oktober 1984    |
| Paracelsus-Bad - Osloer Straße             | U8   | 27 april 1987     |
| Tierpark - Elsterwerdaer Platz (O)         | U5   | 1 juli 1988       |
| Elsterwerdaer Platz - Hönow (O)            | U5   | 1 juli 1989       |

### Hereniging

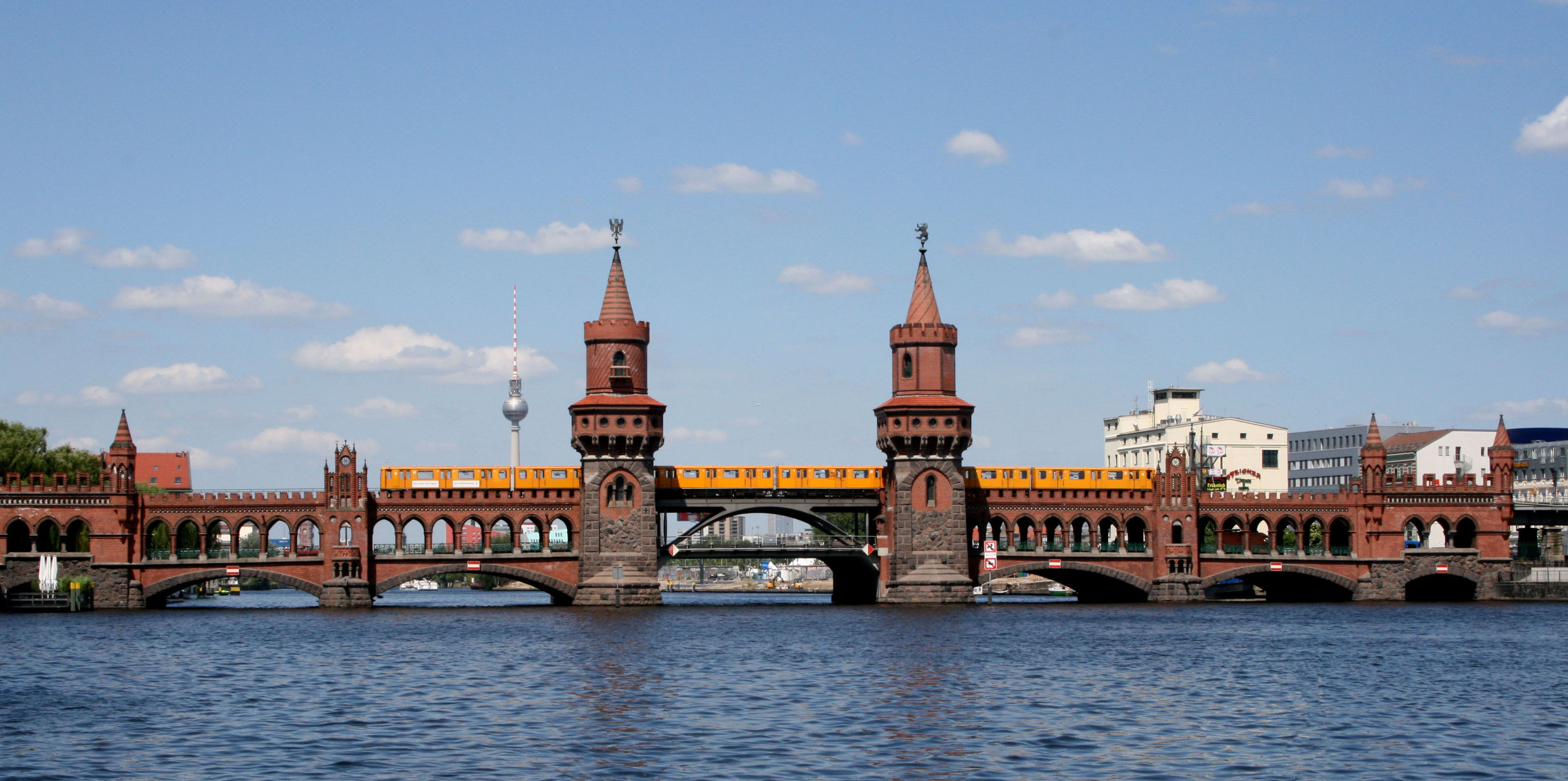
Sinds 1995 rijden er weer treinen van de U1 over de 110 jaar oude Oberbaumbrücke, nu een van de symbolen van de Berlijnse metro.

Op 9 november 1989 viel de Muur. Twee dagen later was Jannowitzbrücke het eerste spookstation dat weer toegankelijk werd gemaakt, daarna volgde een aantal andere stations op de U8. Aangezien de grens formeel nog bestond, richtte men op de tussenverdiepingen controleposten in. Op 1 juli 1990, de dag van de economische unie tussen de Bondsrepubliek en de DDR, verdwenen de grenscontroles en nam men alle nog gesloten spookstations weer in bedrijf. Een jaar later kreeg een negental in het voormalige Oost-Berlijn gelegen metrostations een nieuwe naam; hierbij ging het vooral om naar communistische politici genoemde stations.
Het herstellen van de gescheiden lijn A/U2 nam meer tijd in beslag. In 1991 begon men de ontbrekende schakel Wittenbergplatz - Gleisdreieck - Mohrenstraße te herbouwen. Het vervallen, direct aan de voormalige grens liggende station Potsdamer Platz werd hersteld, de afgesloten tunnel werd heropend en het spoor werd opnieuw aangelegd. De M-Bahn en de markten in de stations Nollendorfplatz en Bülowstraße moesten hiervoor wijken. Na een bouwtijd van twee jaar was de lijn op 13 november 1993 weer een. Als laatste kwam op 14 oktober 1995 de in 1961 gesloten verbinding tussen Schlesisches Tor en Warschauer Straße (U1/U15) over de Oberbaumbrücke weer in gebruik.
Na de hereniging werd nog slechts een klein aantal nieuwe trajecten geopend. In 1994 werd de U8 naar het noorden verlengd tot Wittenau en in 1996 bereikte de lijn het zuidelijke eindpunt Hermannstraße. De U2 werd in 2000 doorgetrokken naar het S-Bahnstation Pankow. Beide laatstgenoemde trajecten waren al in de jaren 1920 voorzien.
Aan het einde van de jaren 1990 begon men bovendien aan een westelijke verlenging van lijn U5, van Alexanderplatz naar Hauptbahnhof via de boulevard Unter den Linden. In 2001 kwamen de bouwwerkzaamheden echter wegens geldgebrek stil te liggen. Omdat het meest westelijke deel van de tunnel al grotendeels gereed was en Berlijn subsidies van de bondsregering moest terugbetalen als de lijn niet afgebouwd zou worden, besloot men het traject Hauptbahnhof - Brandenburger Tor te voltooien en voorlopig als enkelsporige pendeldienst U55 te bedrijven. Deze pendellijn kwam op 8 augustus 2009 in gebruik en was ruim een decennium een eilandbedrijf. In 2010 begon men met de aanleg van het ontbrekende traject Brandenburger Tor - Alexanderplatz, dat op 4 december 2020 geopend werd. Hiermee was het gat eindelijk gesloten.

## Klein- en grootprofiel

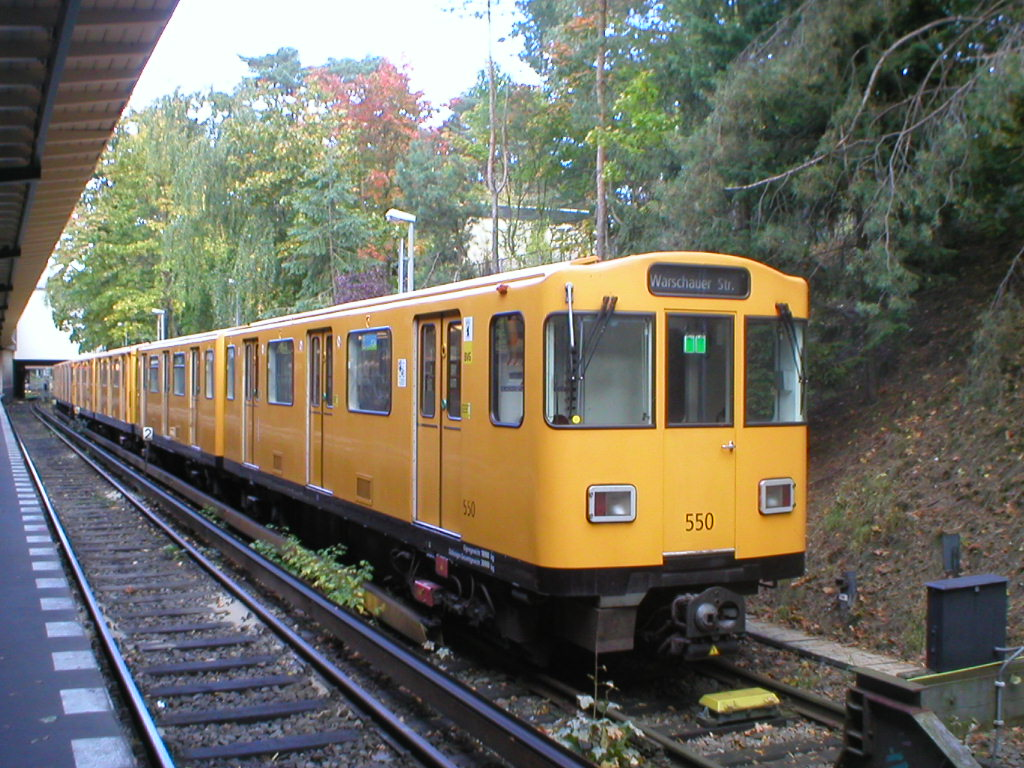
Kleinprofieltrein bij station Krumme Lanke

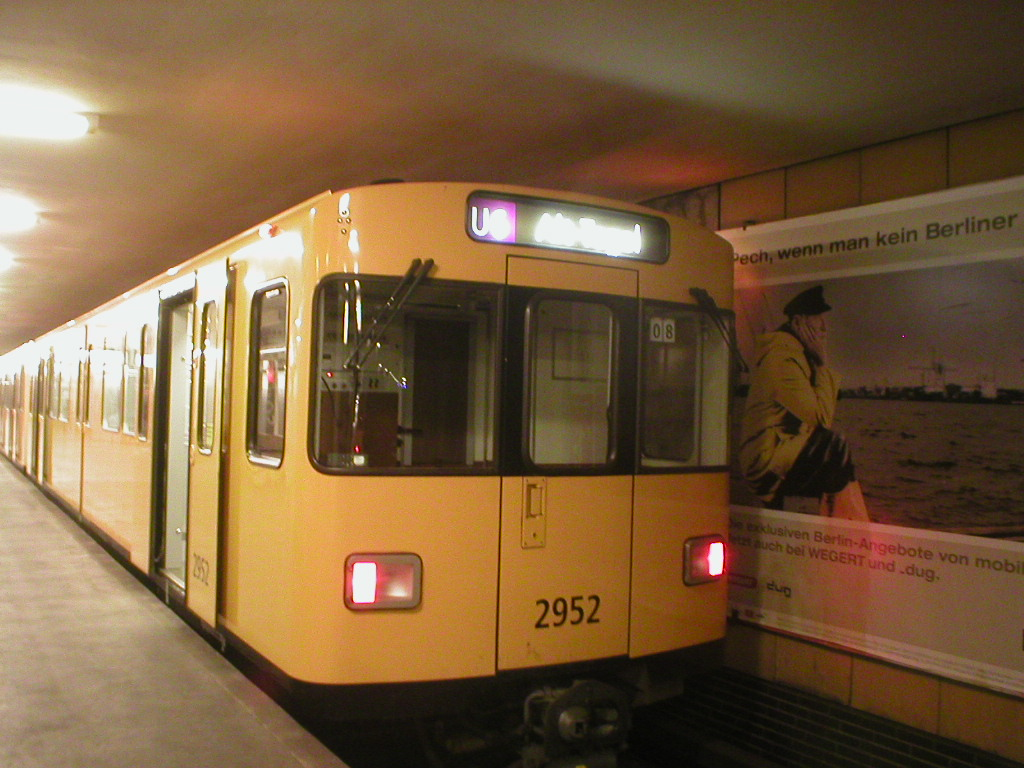
Grootprofielmaterieel op lijn U6

Overal in het Berlijnse metronet wordt gebruikgemaakt van normaalspoor (1435 mm), maar desondanks zijn de treinen op een aantal lijnen aanzienlijk smaller dan op de andere. Dit heeft te maken met een verschil in het omgrenzingsprofiel.
Bij de bouw van de oudste lijnen van het net (het stamtracé met verlengingen en de Schönebergse lijn) richtte men zich naar de afmetingen van trammaterieel. De tunnels waren ongeveer 6,3 meter breed, genoeg voor twee treinen met een breedte van 2,3 meter. Ook de afstand tussen de sporen (ongeveer 3 meter van middellijn tot middellijn) was op deze materieelmaat afgestemd. Tot dit zogenaamde kleinprofielnet behoren de huidige lijnen U1, U2, U3 en U4. Qua lengte maken zij ongeveer 30% van het totale net uit.
Toen de stad Berlijn in 1912 zelf metrolijnen begon aan te leggen, werd gekozen voor bredere treinen met meer capaciteit. Uiteraard moest de tunnelmaat hierop aangepast worden. Treinen van het grootprofielnet hebben een breedte van 2,65 meter en rijden door tunnels die 6,9 tot 7,1 meter breed zijn. Dit betekent ook dat de afstand tussen spoor en perron in de stations wat ruimer is. De grootprofieltreinen zijn daarnaast hoger (3,4 meter) dan het kleinprofielmaterieel (3,1 meter). Alle lijnen die na de Eerste Wereldoorlog werden geopend behoren tot het grootprofielnet: de huidige U5, U6, U7, U8 en U9. Verlengingen van de reeds bestaande kleinprofiellijnen bleven evenwel in kleinprofiel uitgevoerd worden.
Tussen klein- en grootprofiel bestaat ook een verschil in de stroomafname. Bij beide systemen worden de treinen gevoed met 750 volt gelijkstroom via een derde rail. Bij kleinprofieltreinen bestrijkt de stroomafnemer de rail echter aan de bovenkant, terwijl het grootprofielmaterieel zijn elektriciteit via de onderkant van de stroomrail krijgt. In het laatste geval is de derde rail afgedekt met een beschermkap. Daarnaast is de polariteit verschillend: in het kleinprofielnet is de stroomrail positief, in het grootprofielnet negatief. Het laatstgenoemde systeem heeft als voordeel dat er minder corrosie door zwerfstroom optreedt.
Door de afwijkende afmetingen en techniek is het uitwisselen van materieel tussen de netten niet mogelijk, ofschoon er wel twee verbindingstunnels tussen groot- en kleinprofiel bestaan. Deze tunnels kunnen alleen gebruikt worden door speciale tweesysteem-diensttreinen, die ook ingezet kunnen worden om regulier kleinprofielmaterieel over het grootprofielnet te slepen, met name om deze naar de hoofdwerkplaats aan de Seestraße te vervoeren.
Berlijn is overigens niet de enige stad waar een dergelijk profielverschil bestaat; ook in onder meer Barcelona, Boedapest, Londen en Madrid rijden treinen van verschillende breedte op gescheiden lijnen.

## Lijnen
De negen lijnen van de Berlijnse metro doorkruisen de stad van noord naar zuid (U6, U8, U9), van oost naar west (U1, U2), verbinden het centrum met de buitenwijken (U3, U5) of beschrijven een boog om het stadscentrum (U7). De kortste lijn van het net is de U4 door Schöneberg en de langste lijn is de U7, die de reiziger in een klein uur van stadsrand naar stadsrand brengt. Van de 145 kilometer spoor ligt zo'n 29 kilometer bovengronds - op viaducten, in een uitgraving, op een spoordijk of op maaiveldniveau. De U1 en de U5 rijden meer dan de helft van hun route boven de grond, terwijl de lijnen U4, U7, U8 en U9 geheel in tunnels gelegen zijn. Het zuidwestelijke deel van de U3 ligt in een uitgraving.
Het metronet is fijnmaziger dan de S-Bahn, met name in het centrum, en ligt volledig binnen de stadsgrenzen van Berlijn, terwijl de S-Bahn ook voorsteden in de omliggende deelstaat Brandenburg bedient.
Sporen van de deling van Berlijn zijn nog zichtbaar in de verspreiding van de lijnen over de stad. Terwijl het geld in West-Berlijn schijnbaar niet op kon en de metrobouw er daardoor een ware hausse beleefde, werden in Oost-Berlijn slechts enkele kilometers nieuw spoor aangelegd. Het door de West-Berlijnse autoriteiten ontwikkelde algemene uitbreidingsplan (200-Kilometer-Plan) bevatte ook projecten in het oosten, maar op de uitvoering daarvan had men vanzelfsprekend geen invloed. Het westen van Berlijn kent daardoor een aanzienlijk grotere concentratie aan metrolijnen, hetgeen duidelijk op de kaart te zien is. In Oost-Berlijn werd vooral in de S-Bahn geïnvesteerd, die hier de rol van de metro op veel plaatsen overneemt. Het stadsvervoer wordt in het oosten bovendien gecomplementeerd door een fijnmazig tramnet.
De lijnindeling bestaat in de huidige vorm sinds december 2020.
| Lijn | Traject                             | Lengte   | Stations | Reisduur  |
| ---- | ----------------------------------- | -------- | -------- | --------- |

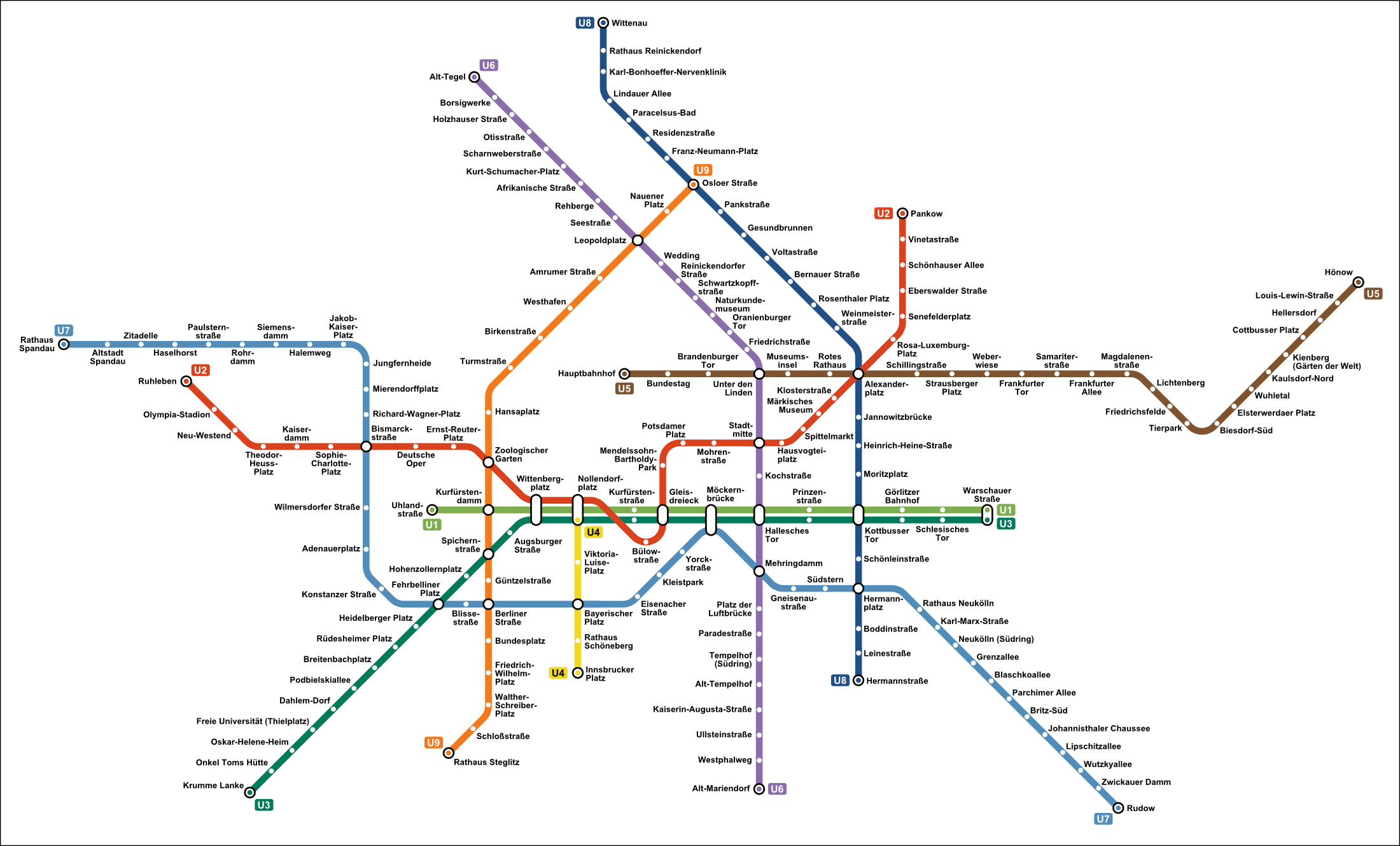
Kaart van het huidige net

| U1   | Warschauer Straße ↔ Uhlandstraße    | 8,81 km  | 13       | 20,5 min. |
| U2   | Pankow ↔ Ruhleben                   | 20,71 km | 29       | 49,5 min. |
| U3   | Warschauer Straße ↔ Krumme Lanke    | 19,7 km  | 24       | 40 min.   |
| U4   | Nollendorfplatz ↔ Innsbrucker Platz | 2,86 km  | 5        | 6 min.    |
| U5   | Hauptbahnhof ↔ Hönow                | 22 km    | 26       | 41 min.   |
| U6   | Alt-Tegel ↔ Alt-Mariendorf          | 19,89 km | 29       | 37 min.   |
| U7   | Rathaus Spandau ↔ Rudow             | 31,76 km | 40       | 56,5 min. |
| U8   | Wittenau ↔ Hermannstraße            | 18,04 km | 24       | 34 min.   |
| U9   | Osloer Straße ↔ Rathaus Steglitz    | 12,52 km | 18       | 23 min.   |

### Nummering
Na de Eerste Wereldoorlog kregen de lijnen op kaarten voor het eerst ieder een eigen kleur. Deze kleuren kwamen grotendeels overeen met de huidige lijnkleuren. Een systeem van vaste lijnaanduidingen, aanvankelijk met letters, werd echter pas in 1928 ingevoerd. Het kleinprofielnet kreeg de letters A (tracé door het centrum) en B (tracé door Kreuzberg). De verschillende takken aan de westzijde van het net werden van elkaar onderscheiden door toevoeging van Romeinse cijfers; zo kreeg de route Warschauer Brücke ↔ Uhlandstraße de aanduiding BII en de kleur groen, de lijn Pankow ↔ Ruleben was de rode AI. Aangezien het kleinprofielnet als geheel als één lijn met verschillende takken gezien kan worden, vond hier in de loop der jaren een redelijk groot aantal wijzigingen in de lijnvoering plaats. Het grootprofielnet werd verdeeld in de lijnen C (violet, Nord-Süd-Bahn), D (donkerblauw, GN-Bahn) en E (bruin, Frankfurter Allee-lijn).
Dit systeem bleef met kleine wijzigingen bestaan tot na de Tweede Wereldoorlog. Ook de nieuwe lijnen in West-Berlijn kregen een letter toegewezen; de U9 (oranje) opende in 1961 als lijn G (de letter F was toegewezen aan een geplande, maar nooit gerealiseerde lijn) en de U7 stond in de plannen als lijn H bekend. Met de opening van laatstgenoemde lijn in 1966 verving men het lettersysteem echter door lijnnummers, zodat lijn H nooit op de kaarten verscheen. Het kleinprofielnet werd verdeeld in de groene lijn 1 (Warschauer Straße ↔ Ruhleben), de rode lijn 2 (Wittenbergplatz ↔ Krumme Lanke), de blauwe lijnen 3 (pendel Uhlandstraße) en 4 (Schönebergse lijn) en de rode lijn 5 (pendel Richard-Wagner-Platz). In het grootprofielnet bleven de oude kleuren gehandhaafd en ontstonden de lijnen 6 (C), 8 (D), 9 (G) en de nieuwe grijze lijn 7. Met de sluiting van de pendellijn 5 (in 1970) werd dit lijnnummer in geval van hereniging van het net gereserveerd voor de Oost-Berlijnse lijn E. Lijn 4 veranderde in 1972 van kleur en is sindsdien geel; lijn 7 kreeg zijn huidige lichtblauwe kleur in 1978.
In Oost-Berlijn bleven de oude letteraanduidingen formeel bestaan, hoewel ze wegens een gebrek aan noodzaak (er waren immers maar twee lijnen) in de praktijk steeds minder gebruikt werden.
In 1984 kwam het West-Berlijnse deel van de S-Bahn, voorheen geëxploiteerd door de Oost-Duitse spoorwegen, in handen van de BVG. De nummers van de metrolijnen werden in dat jaar aangevuld met een U, ter onderscheiding van de met een S beginnende S-Bahnlijnnummers. Dit systeem is nog altijd in gebruik.
Na de hereniging van de stad kreeg lijn E zoals gepland het nummer U5 toegewezen. De Oost-Berlijnse lijn A werd U2, wat tot de vreemde situatie leidde dat er enige tijd twee lijnen met dat nummer bestonden:
- Vinetastraße ↔ Mohrenstraße
- Wittenbergplatz ↔ Krumme Lanke

Nadat de 32 jaar lang onderbroken verbinding Wittenbergplatz - Mohrenstraße in 1993 hersteld was, wisselden de U1 en de U2 in het westen van route, zodat de huidige rode U2 ontstond. De voormalige lijn U3 werd onder het nieuwe nummer U15 doorgetrokken naar Schlesisches Tor (na herstelwerkzaamheden vanaf 1995 verder naar het oude eindpunt Warschauer Straße). Over de Hochbahn door Kreuzberg reden nu twee lijnen: U1 (Warschauer Straße ↔ Krumme Lanke) en U15, beide aangeduid in lichtgroen. In december 2004 werd lijn U15 omgenummerd tot U1 en kreeg de tot Nollendorfplatz ingekorte vroegere U1 het nummer U3.
De in 2009 geopende tijdelijke pendellijn Hauptbahnhof - Brandenburger Tor kreeg het lijnnummer U55 toegewezen. Tweecijferige lijnnummers zijn in Duitsland gebruikelijk om takken van een hoofdlijn aan te duiden; in het geval van de U55 is de hoofdlijn de U5, hoewel beide lijnen voor 2020 niet met elkaar verbonden waren. Hetzelfde principe was van toepassing op de vroegere U15, die als een tak van de U1 gold. Na de verbinding van U5 met U55 verviel deze laatste pendellijn.

## Stations

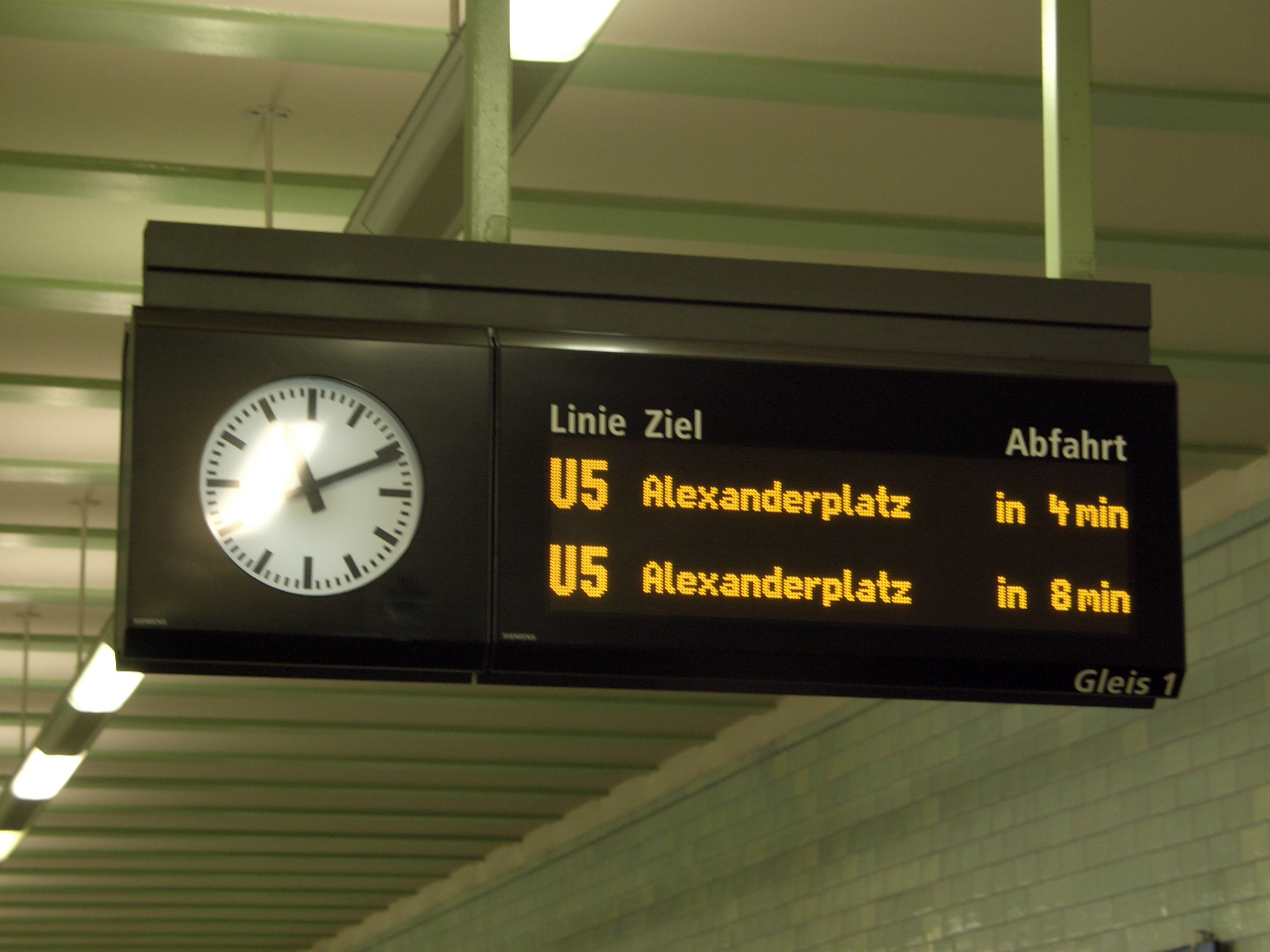
Elektronische treinaanwijzer met dynamische reisinformatie in station Samariterstraße

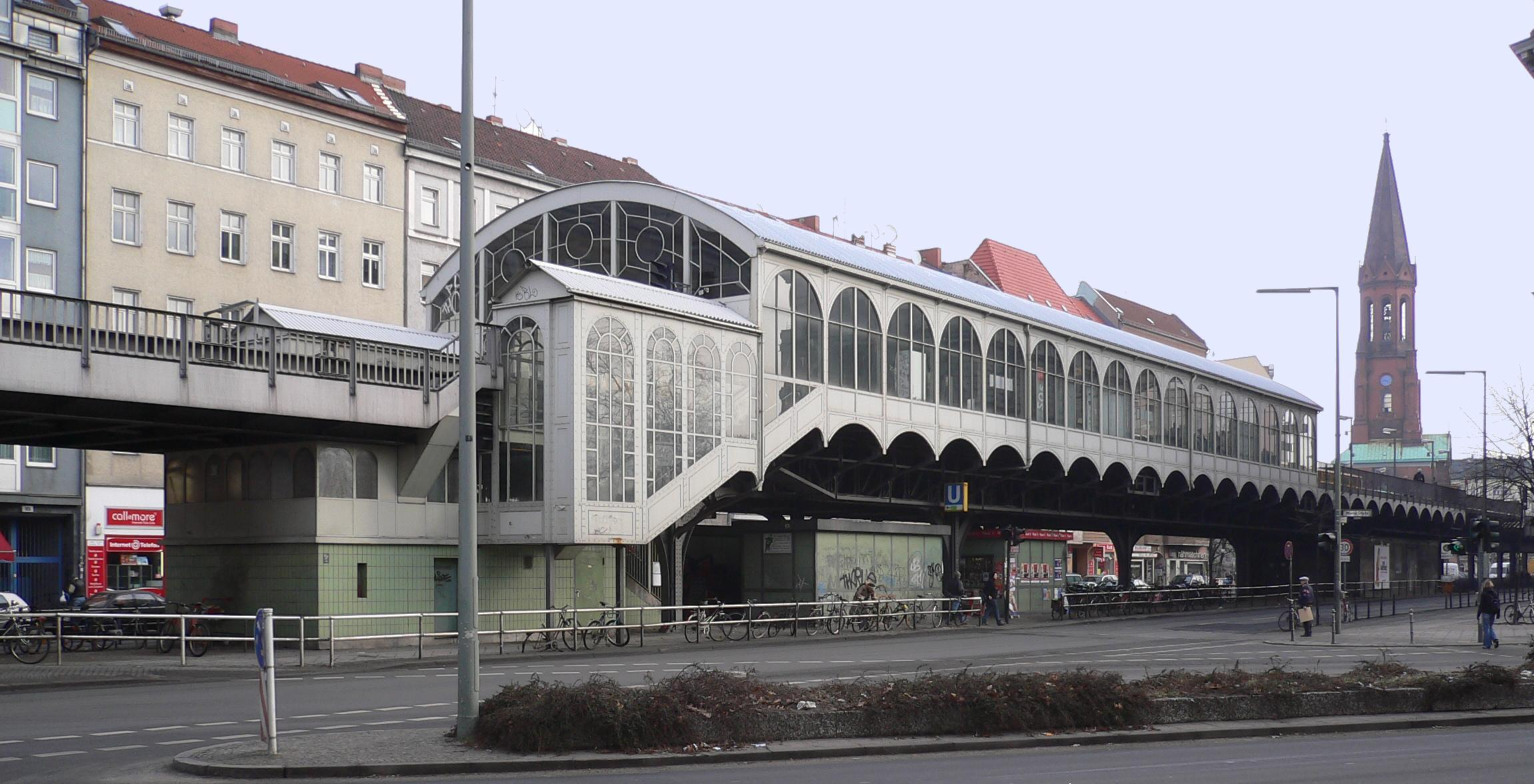
Station Görlitzer Bahnhof bevindt zich nog vrijwel geheel in oorspronkelijke staat.

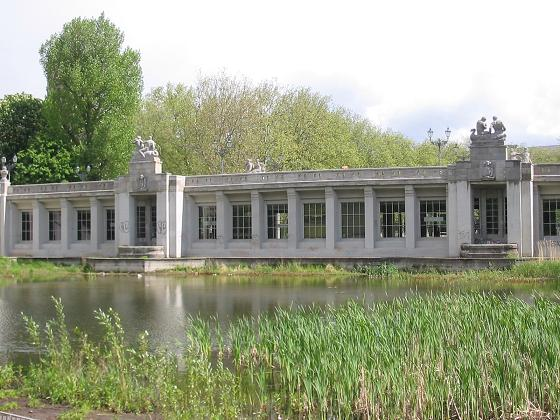
Station Rathaus Schöneberg is uniek door zijn ligging.

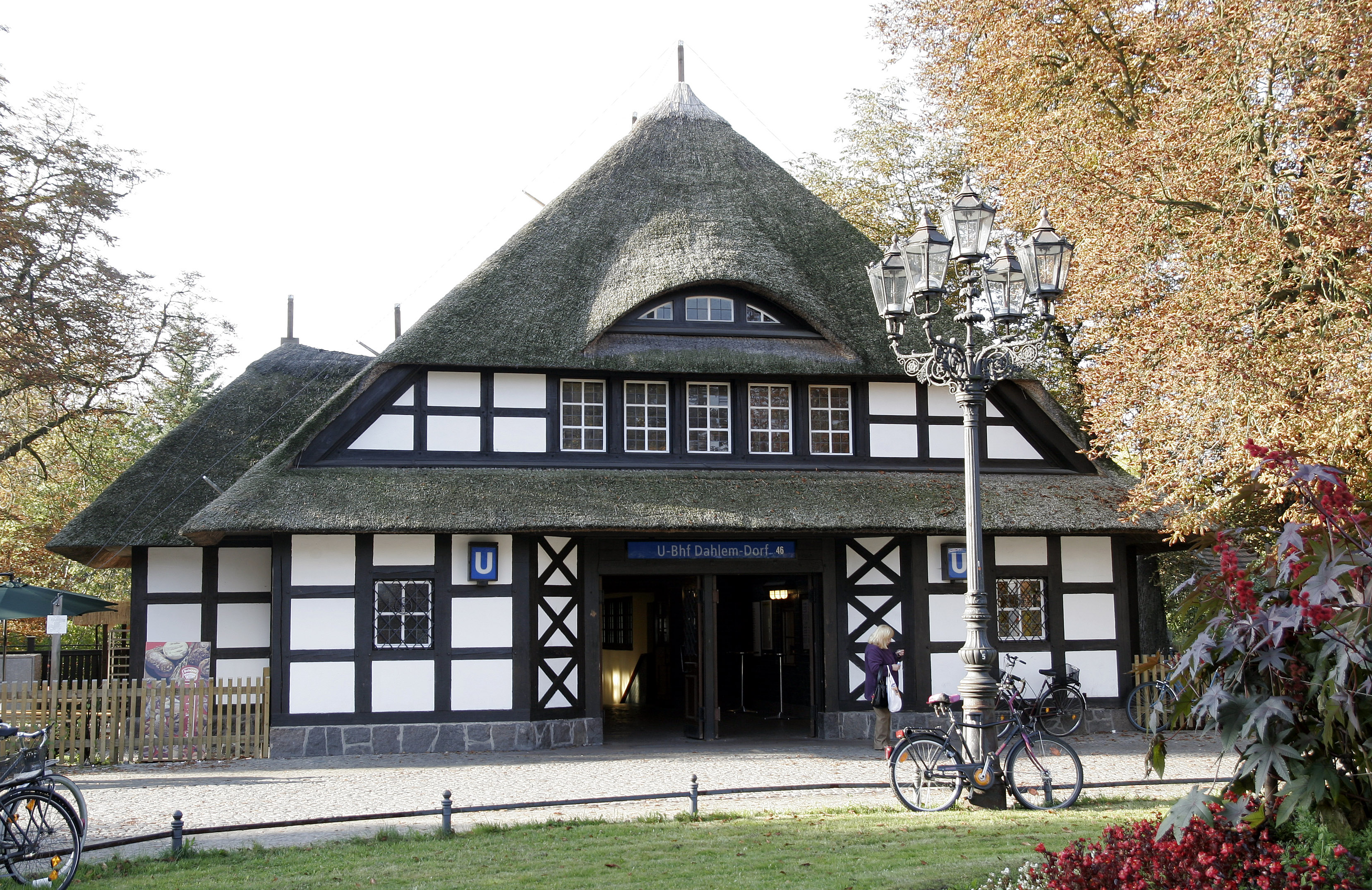
Het toegangsgebouw van station Dahlem-Dorf gaat op in de landelijke omgeving.

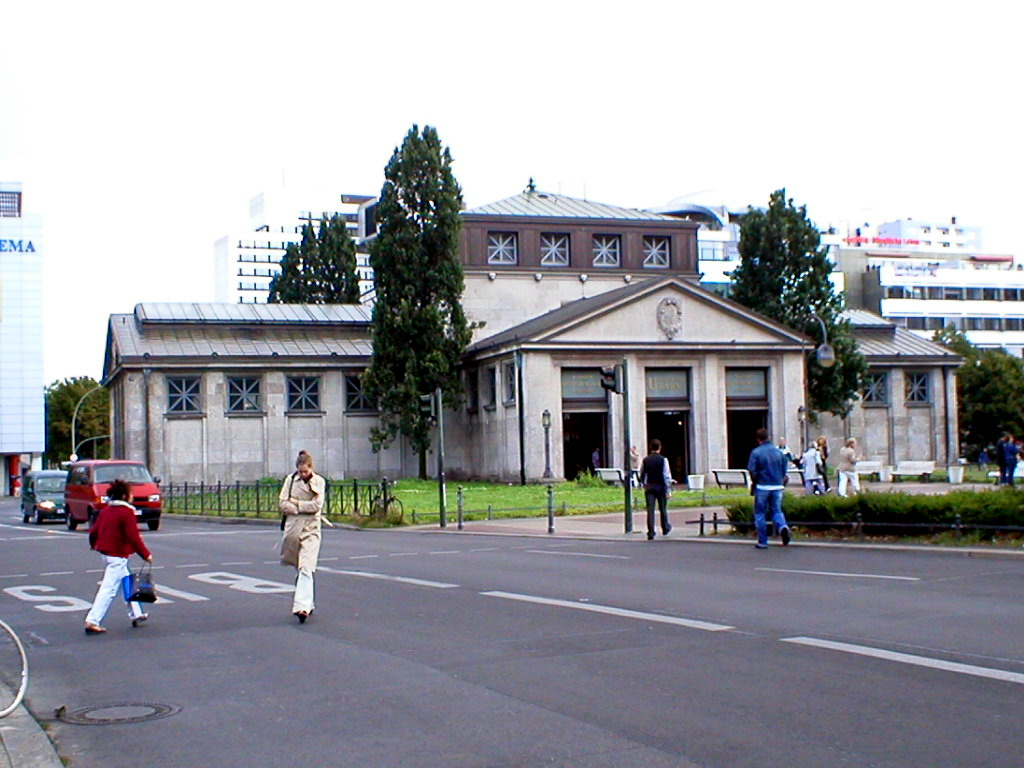
De statige stationshal van station Wittenbergplatz

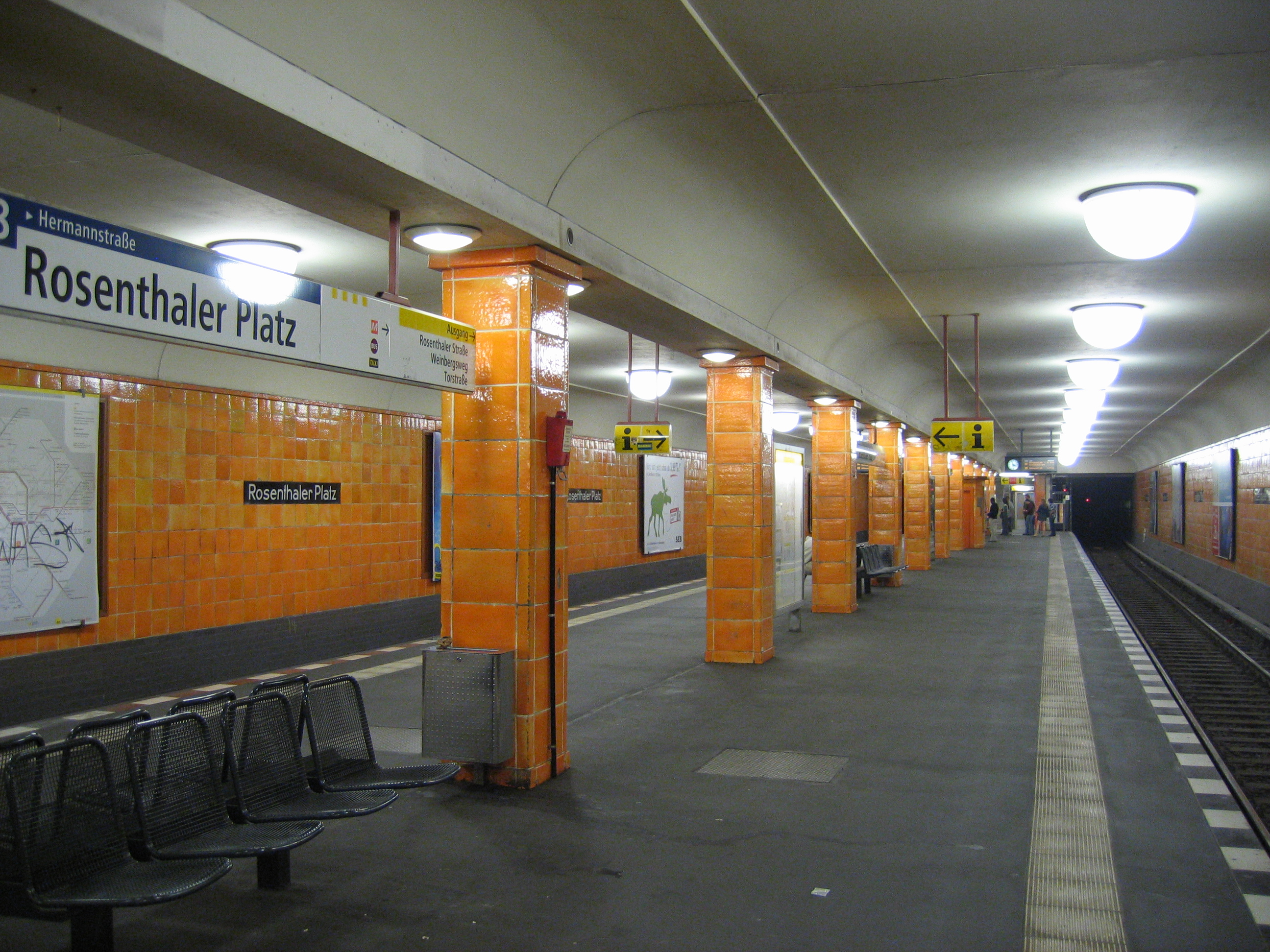
Strak modernisme gecombineerd met felle kleuren: station Rosenthaler Platz

Het Berlijnse metronet telt 173 stations, waarvan het merendeel ondergronds ligt. Op 19 stations kan tussen verschillende metrolijnen worden overgestapt, aansluiting op de S-Bahn bestaat op 31 metrostations en op 10 plaatsen is er een overstapmogelijkheid op de regionale en nationale spoorwegen. Het station dat door het grootste aantal lijnen wordt bediend is Nollendorfplatz: hier komen alle kleinprofiellijnen (U1-U4) samen. De afstand tussen twee stations bedraagt gemiddeld over het hele net 785 meter; de grootste stationsafstand is met ruim 1850 meter die tussen Tierpark en Biesdorf-Süd, het dichtst bij elkaar liggen de stations Stadtmitte en Mohrenstraße, en Deutsche Oper en Bismarckstraße (in beide gevallen 380 meter).
Op de perrons en tussenverdiepingen van veel stations bevinden zich kiosken; in enkele drukke stations bestaat een diverser winkelaanbod. Iets minder dan een derde van de Berlijnse metrostations beschikt over loketten of in winkels geïntegreerde verkooppunten van kaartjes, kaartautomaten zijn evenwel overal aanwezig.
De BVG streeft ernaar op termijn alle metrostations voor iedereen volledig toegankelijk te maken, door het installeren van liften en het aanbrengen van markeringen voor visueel gehandicapten. In 2011 waren 90 van de 173 Berlijnse metrostations drempelvrij toegankelijk (door middel van lift of hellingbaan); hulpsystemen voor blinden en slechtzienden waren aanwezig in 106 stations.

### Architectuur
Gedurende het meer dan honderdjarige bestaan van de Berlijnse metro heeft de stationsarchitectuur verschillende stijlperiodes gekend. De luchtstations van de eerste lijn hadden alle zijperrons en kregen veelal een standaardconstructie van staal en glas van het ontwerpbureau van Siemens & Halske. Door oorlogsverwoestingen en herbouw om praktische redenen is hiervan alleen het station Görlitzer Bahnhof in oorspronkelijke staat overgebleven. Voor de ondergrondse stations van de eerste bouwfase was de Zweed Alfred Grenander verantwoordelijk. Grenander zou de huisarchitect van de Hochbahngesellschaft blijven tot het einde van diens bestaan. Op de Spittelmarktlijn, nu onderdeel van de U2, introduceerde hij het concept van de "kenkleur". Deze herkenningskleur werd volgens een zich herhalend patroon aan de stations toegewezen en kwam tot uiting in elementen als omlijstingen en de pilaren.
De in de jaren 1910 nog zelfstandige steden Schöneberg en Wilmersdorf en het Koninklijke Domein Dahlem wilden met hun eigen metrolijnen goede sier maken en bezuinigden dan ook geenszins op de stations. Vermeldenswaardig is het station Rathaus Schöneberg (U4) van de hand van Johann Emil Schaudt en Richard Guhr. Door het reliëf in het landschap ligt het deels bovengronds, in een stenen dam met ramen die uitzicht bieden op het omliggende park. De stations op de Wilmersdorfse lijn (nu U3) werden alle ontworpen door Wilhelm Leitgebel. Hier is Heidelberger Platz met zijn kathedraal-achtige gewelven het pronkstuk. De afwijkende vorm van het dak van station Heidelberger Platz was mogelijk door de diepere ligging van het station in verband met de kruising van de S-Bahnring. Ook in twee andere stations met een relatief diepe ligging, Märkisches Museum (U2) en Platz der Luftbrücke (U6), werd voor een gewelfd plafond gekozen, in deze beide gevallen echter zonder pilaren. Op het Dahlemse deel van de Wilmersdorf-Dahlemer U-Bahn liggen alle stations in een uitgraving. Door hun ligging in de open lucht was er op de perrons van deze stations weinig gelegenheid voor opsmuk, waardoor men hier vooral aandacht aan de toegangsgebouwen schonk. Zo is de stationshal van Dahlem-Dorf, passend in de landelijke omgeving, uitgevoerd als vakwerkboerderij met rieten dak.
De ondergrondse stations die tot het midden van de jaren 1920 geopend werden bevinden zich veelal direct onder het straatniveau. Aangezien er hierdoor geen ruimte is voor een verdeelhal op een tussenverdieping, hebben deze stations vrijwel zonder uitzondering eilandperrons met trappen die naar de middenberm van de bovenliggende straat leiden. De uiteinden van het perron zijn in deze stations van de sporen gescheiden door muren en doen dienst als voorportaal. Alleen de stations in Charlottenburg (1906-1908) hebben zijperrons zoals bij de Hochbahn gebruikelijk was. Hierdoor zijn er per reisrichting gescheiden ingangen aan weerszijden van de straat; om omlopen te voorkomen is in deze stations een voetgangerstunnel onder de sporen aangelegd. Een kenmerkend element van de vroege ondergrondse metrostations in Berlijn vormen de metalen pilaren op het perron die het dak dragen.
Vermeldenswaard is ook het station Wittenbergplatz, dat aanvankelijk zeer eenvoudig was uitgevoerd, maar met de bouw van de Wilmersdorf-Dahlemer-U-Bahn en de lijn naar de Uhlandstraße werd uitgebreid. In 1913 opende het herbouwde station, dat sindsdien over drie perrons en vijf sporen beschikt. Omdat ook station Wittenbergplatz direct onder het maaiveldniveau ligt, schiep Alfred Grenander een monumentale stationshal op het plein, van waaruit trappen naar de treinen leiden.
Doordat de stad Berlijn tijdens de aanleg van de Nord-Süd-Bahn in de crisisjaren een chronisch geldgebrek had, moest er op de inrichting van de stations bezuinigd worden. Na de dood van de oorspronkelijke architecten, Jennen en Köppen, werden Grenander en Alfred Fehse aangetrokken. Zij creëerden een wandbekleding van pleister, in plaats van de gebruikelijke betegeling. Om de eenvormige stations van elkaar te onderscheiden werden ook hier herkenningskleuren toegepast.
De meeste stations op de GN-Bahn (U8), geopend vanaf de tweede helft van de jaren 1920, werden wat dieper dan voorheen gebruikelijk aangelegd en beschikken daardoor wel over een tussenverdieping. Dit zou de standaard blijven. Een ander nieuw element in deze stations is de betegeling van de voorheen onbekleed gelaten metalen pilaren. Hoewel de stations van de GN-Bahn zich in kleur van elkaar onderscheiden, volgen deze kleuren geen vast patroon. Grenander had opnieuw de leiding over het project en ontwierp de meeste stations, die te herkennen zijn aan hun dubbelgewelfde dak. Interessant is het station Hermannplatz, waar de huidige lijnen U7 en U8 elkaar kruisen. De perronhal van de U8 hangt hier als een doos in de lager gelegen, luxueus uitgevoerde hal van de U7, die hierdoor in tweeën wordt gedeeld. Hermannplatz was daarnaast het eerste Berlijnse metrostation dat met roltrappen werd uitgerust en kreeg bovendien rechtstreekse verbindingen met het bovengelegen warenhuis Karstadt, dat in dezelfde periode (1926-1929) werd gebouwd.
In de wederom geheel door Grenander ontworpen stations van lijn E (U5) werd de kenkleur voor het eerst toegepast in de volledige wandbetegeling. De rechthoekige stations onderscheiden zich verder door de variërende hoogte van het dak.

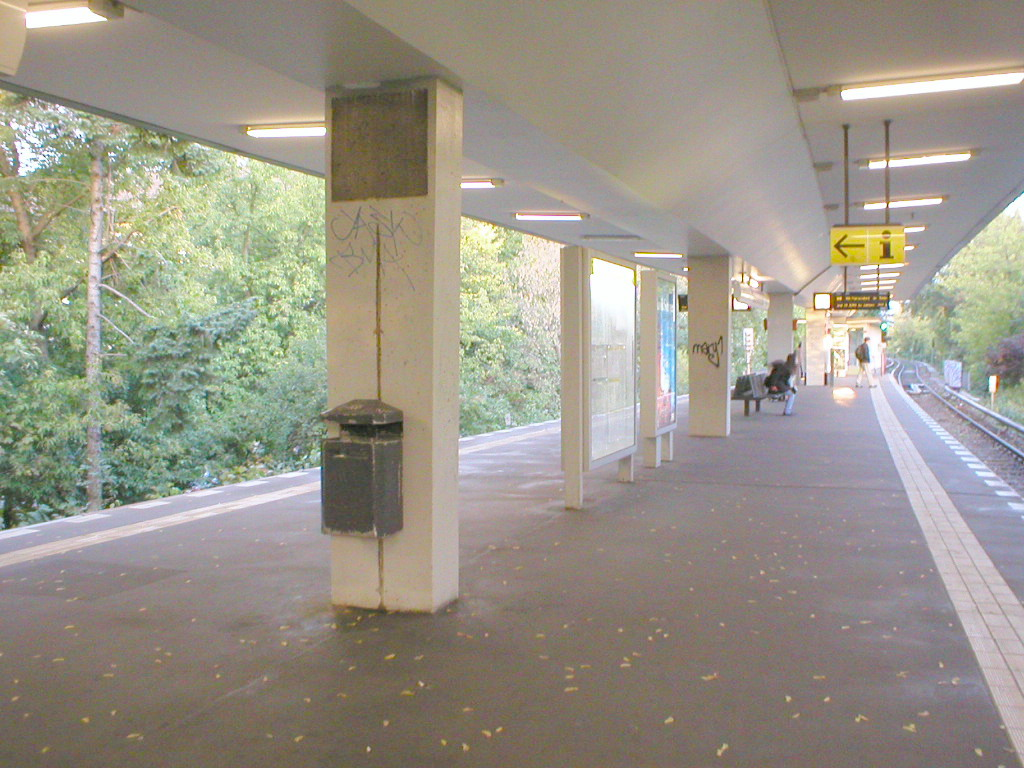
Het sobere station Scharnweberstraße dateert uit de jaren 1950.

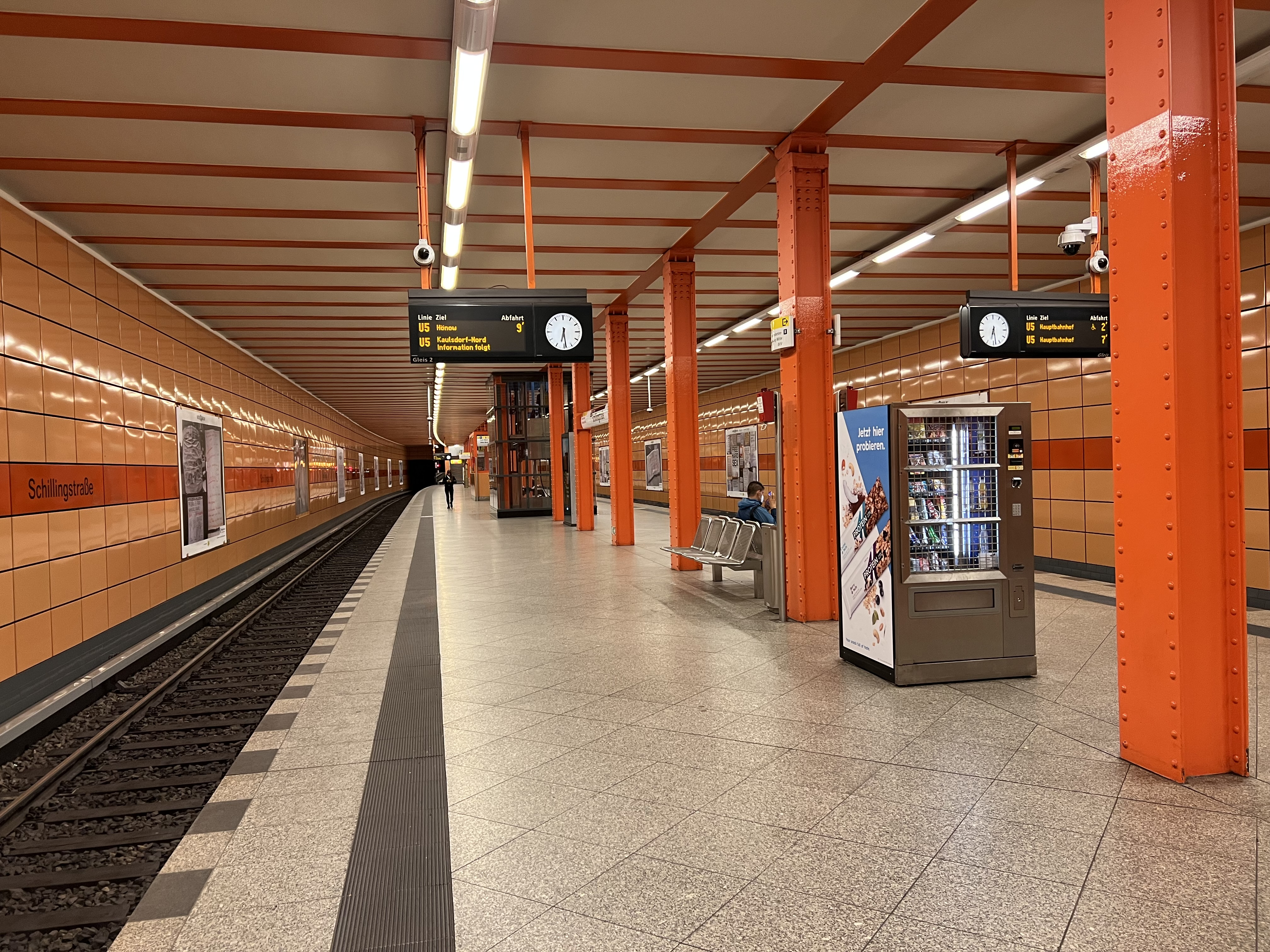
"Kenkleur" in een nieuw jasje: station Schillingstraße

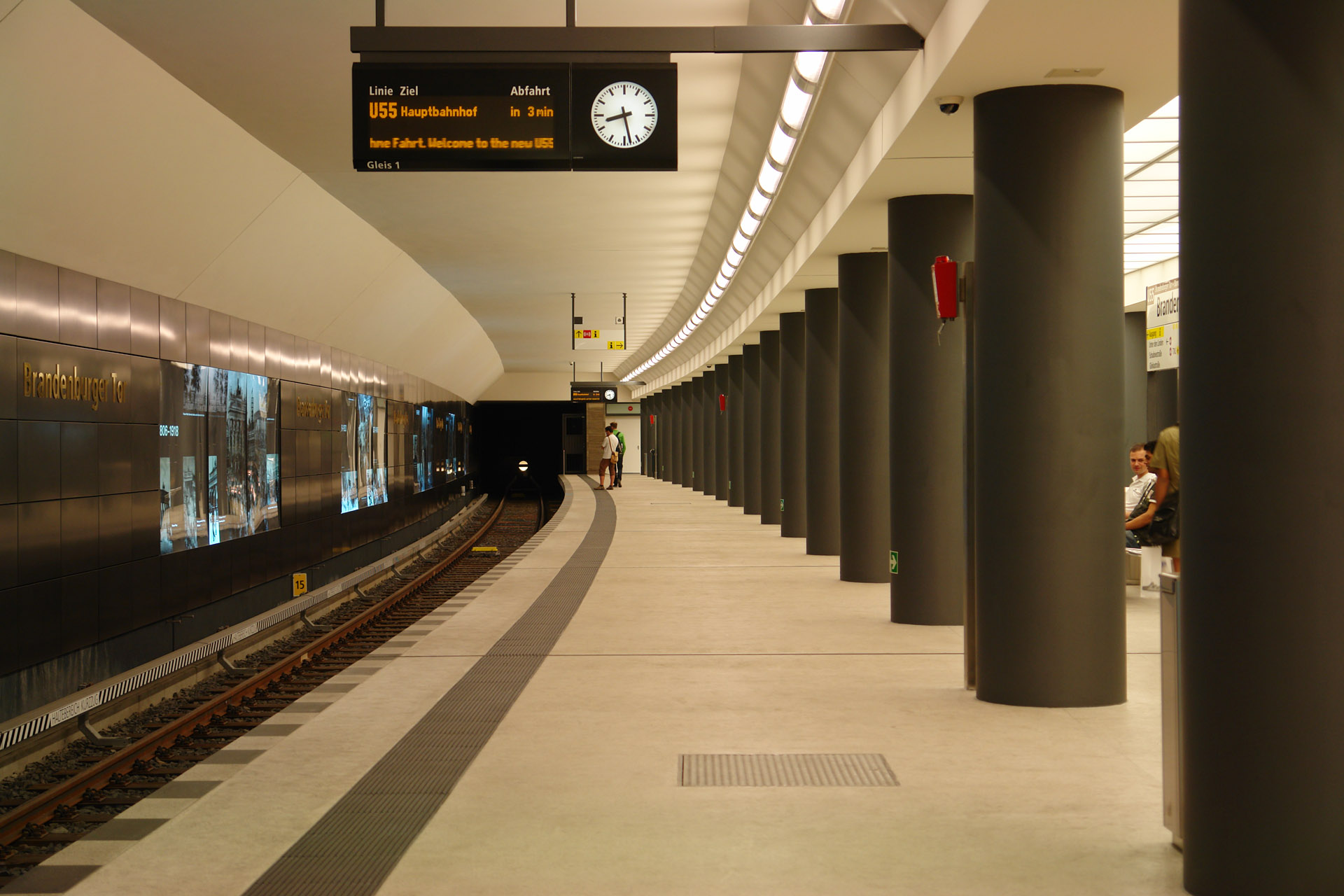
Het modern-klassieke station Brandenburger Tor getuigt van een nieuw elan.

De perrons van de eerste stations van de Hochbahngesellschaft hadden aanvankelijk een lengte van 80 meter, wat toereikend was voor zesrijtuigtreinen. Al bij de eerste uitbreidingen van het stamtracé werd echter gekozen voor een perronlengte van 110 meter, hetgeen de inzet van achtrijtuigtreinen mogelijk zou maken. Vanaf de jaren 1920 werden de perrons in de oudste stations verlengd ten behoeve van de capaciteitsuitbreiding. Het Berlijnse stadsbestuur koos voor zijn eigen Nord-Süd-Bahn echter weer voor 80 meter lange stations, aanvankelijk genoeg voor grootprofieltreinen van vijf, later van vier rijtuigen. Hierdoor ontstonden in de loop der jaren capaciteitsproblemen. Omdat een deel van de stations van de lijn in Oost-Berlijn gelegen was, werd perronverlenging en daarmee de inzet van zesrijtuigtreinen echter pas mogelijk in de jaren 1990. Aan de twee andere gemeentelijke lijnen, de huidige U5 en U8, werden wel direct 110 meter lange perrons aangelegd.
De eerste naoorlogse Berlijnse metrostations werden ontworpen door Bruno Grimmek. Grimmek was verantwoordelijk voor alle stations van de noordelijke verlenging van de huidige U6. Op dit traject werd een drietal stations op een spoordijk aangelegd om kosten te besparen. Deze stations kregen een weinig pretentieus uiterlijk en perronoverkappingen van spanbeton. De ondergrondse stations van Grimmek luiden met hun in pastelkleuren betegelde wanden, robuuste betonnen zuilen en licht welvende daken een nieuwe periode in de Berlijnse metroarchitectuur in. De architect tekende ook voor de stations van het eerste deel van de U9.
Aan het einde van de jaren 1960 nam Rainer Rümmler het stokje van Grimmek over. Ruim twee decennia lang zou hij het gezicht van de West-Berlijnse metro bepalen (in Oost-Berlijn werd vrijwel niets gebouwd). In tegenstelling tot Alfred Grenander werkte Rümmler niet met eenheidsontwerpen, maar streefde hij ernaar elk station een individueel uiterlijk te geven. In plaats van de rationeel geordende herkenningskleuren van veel vooroorlogse metrostations maakte Rümmler gebruik van associaties in het kleurgebruik. Zo zijn de wandkleuren in station Konstanzer Straße geïnspireerd op het wapen van de stad Konstanz. In Rümmlers latere werk gingen ook mozaïeken en vormen een belangrijke rol spelen. De meeste van Rümmlers stations zijn te vinden op de U7.
De stations van de enige grote netuitbreiding in Oost-Berlijn, de verlenging van de huidige U5 naar Hönow, werden ontworpen door het ontwerpbureau van de Deutsche Reichsbahn. Deze stations, alle bovengronds gelegen, werden voor het eerst uitgerust met hellingbanen, zodat ook rolstoelgebruikers en mensen met kinderwagens de perrons konden bereiken. De architectuur van de stations is zuiver functioneel en wars van enige pretentie.
In de jaren 1990, na de hereniging van de stad, werden er slechts weinig nieuwe stations gebouwd. De noordelijke verlenging van de U8 werd het laatste grote project van Rainer Rümmler, die hier, net als aan het einde van de jaren 1980, een aantal monumentale stations ontwierp. De constructie van met name de zuilen en daken van deze stations grijpt deels terug op eerdere stijlperiodes. De stations van de noordelijke U8 (1987-1994) kregen, in plaats van het gebruikelijke asfalt, in een motief betegelde vloeren; eerder gebeurde dit reeds in de nieuwste stations (1984) van de U7. De sinds het einde van de jaren 1990 geopende stations zijn, met name uit kostenoverwegingen, vooral functioneel van opzet. De drie toekomstige stations op de door het centrum te verlengen U5 moeten met grootse ontwerpen de Berlijnse metroarchitectuur echter weer nieuw leven inblazen. Het in 2009 geopende station Brandenburger Tor is hier met zijn weelderige verlichting, kleur- en materiaalgebruik al een mooi eerste voorbeeld van.
Door het intensieve gebruik moeten de metrostations periodiek gesaneerd worden. Zo werkt de BVG sinds 2003 aan het in hun oorspronkelijke staat herstellen van de stations op het centrale deel van de U2. De ondergrondse stations van de U5 werden tussen 2003 en 2004 in een nieuw jasje gestoken, waarbij het concept van de kenkleur echter behouden bleef. Na een brand in station Deutsche Oper in 2000 besloot men alle stations die over slechts één uitgang beschikken van een tweede te voorzien; dit project werd in juli 2008 voltooid.

### Voormalige stations
In het Berlijnse metronet hebben drie stations bestaan die inmiddels niet meer in gebruik zijn. Het eerste station waarvoor het doek viel was Osthafen. Dit station lag tussen Warschauer Brücke en Schlesisches Tor op de huidige U1. Het werd in de Tweede Wereldoorlog verwoest en na de oorlog niet herbouwd vanwege de korte afstand tot station Warschauer Brücke.
Op 1 juli 1959 werd het station Nürnberger Platz gesloten, omdat het te dicht bij het nieuwe overstapstation Spichernstraße (nu U3/U9) was komen te liggen. Ter vervanging werd een paar honderd meter naar het noordoosten het station Augsburger Straße gebouwd.
Op 4 december 2020 werd ongeveer 250m noordelijk van station Französische Straße bij de kruising met de verlengde U5 station Unter den Linden in gebruik genomen. Omdat er tussen deze 2 stations te weinig afstand zit, kwam vanaf dat moment station Französische Straße als haltepunt van de U6 te vervallen en werd gesloten.

## Tunnelbouw

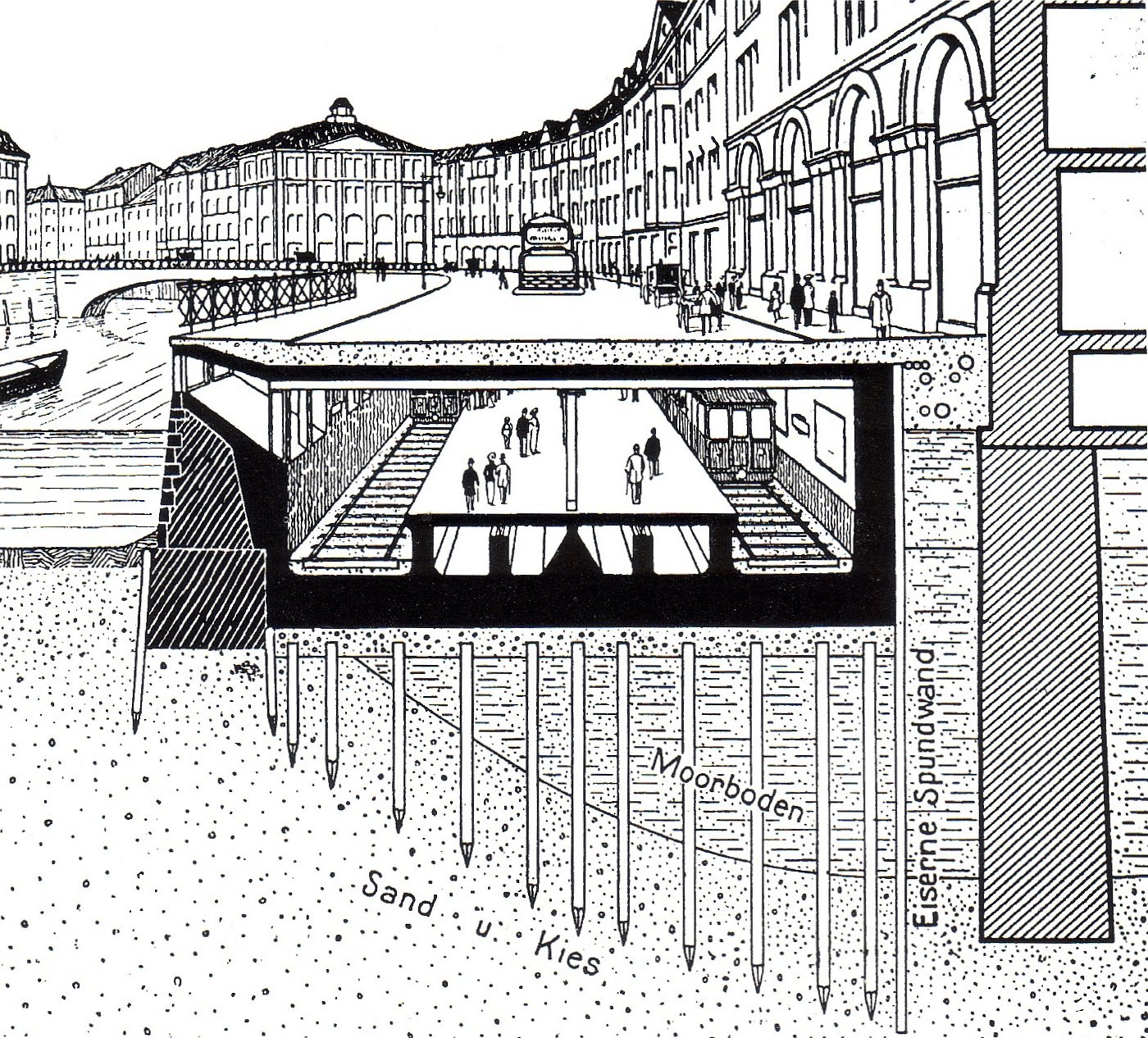
Doorsnede van een typische Unterpflaster-tunnel, in dit geval gelegen in een kade (station Spittelmarkt)

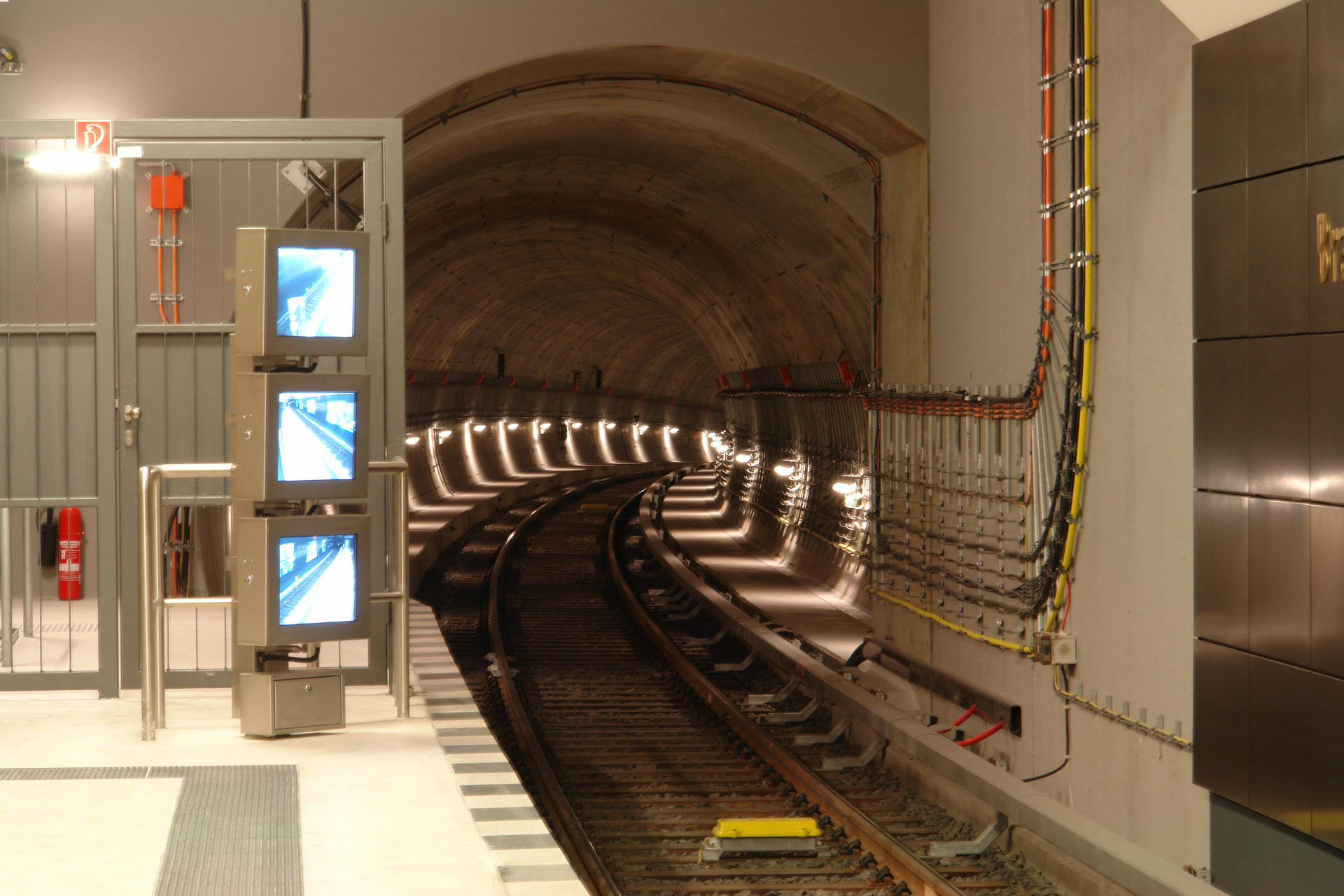
Blik in de geboorde tunnel van de U55 vanuit station Brandenburger Tor

Zowel in het klein- als het grootprofielnet ontstonden de meeste tunnels in open bouwputten, die na voltooiing werden afgedekt. Deze tunnels hebben een rechthoekig profiel. De oudste, ruwweg voor de tweede helft van de jaren 1920 aangelegde ondergrondse trajecten bevinden zich op zeer geringe diepte, niet meer dan vier meter onder het maaiveld. Dit soort tunnels wordt in het Duits Unterpflasterbahn, "onder-het-plaveisel-spoorweg", genoemd. Het dak, ondersteund door stalen steunpilaren, valt hier dan ook daadwerkelijk min of meer samen met het wegdek van de bovengelegen straat. De Unterpflaster-tunnels volgen daarom vanzelfsprekend het stratenpatroon, hetgeen met name in de historische binnenstad soms bochtige tracés oplevert.
Op enkele plaatsen, zoals bij de kruising van rivieren en spoorlijnen, was een diepere ligging van de tunnels echter noodzakelijk. De eerste metrotunnel onder de Spree, tussen de stations Märkisches Museum en Klosterstraße, geopend in 1913, ontstond overigens net als de landtunnels geheel in de open bouwmethode. Om het scheepsverkeer niet te hinderen werkte men in met kistdammen afgesloten en leeggepompte bouwputten die na voltooiing van een tunnelsegment weer ontmanteld werden.
Met uitzondering van de Nord-Süd-Bahn legde men de grootprofiellijnen die vanaf de jaren 1920 ontstonden op grotere diepte aan. Afgezien van de grotere binnenmaat is de constructie hier vergelijkbaar met die van de oudere tunnels. Een gemiddelde diepte van zeven-acht meter onder het maaiveld zou de standaard worden. Vanwege de veelal drassige bodem van Berlijn, gelegen in een tijdens de laatste ijstijd gevormd oerstroomdal, is echt diep graven echter lastig. Overal in het net moesten dan ook bijzondere maatregelen worden getroffen om het grondwater buiten de tunnels te houden.
Afwijkende tunnelbouwmethodes werden pas toegepast vanaf het einde van de jaren 1960. Nabij station Yorckstraße (U7) maakte men voor het eerst gebruik van de boorschildmethode. In de jaren 1990 werd ook de U8 onder het terrein van de Karl-Bonhoeffer-Nervenklinik aangelegd door middel van de boortechniek, om de rust in het hospitaal niet te verstoren. Het breedste palet aan bouwmethodes werd gebruikt bij de aanleg van het meest westelijke deel van de U7 in Spandau, aan het begin van de jaren 1980. Hier koos men achtereenvolgens voor de gebruikelijke open bouwmethode, de diepwandmethode (bij de passage van de Citadel van Spandau), afgezonken geprefabriceerde tunnelelementen (kruising van de rivier de Havel), de caissonmethode (station Altstadt Spandau), de boorschildtechniek (passage van de binnenstad van Spandau) en de wanden-dakmethode (station Rathaus Spandau).
De in 2009 geopende pendellijn U55 ontstond wederom met behulp van een tunnelboormachine. Ook het toen nog ontbrekende traject Brandenburger Tor - Alexanderplatz werd geboord en eind 2020 afgewerkt.

## Dienstuitvoering

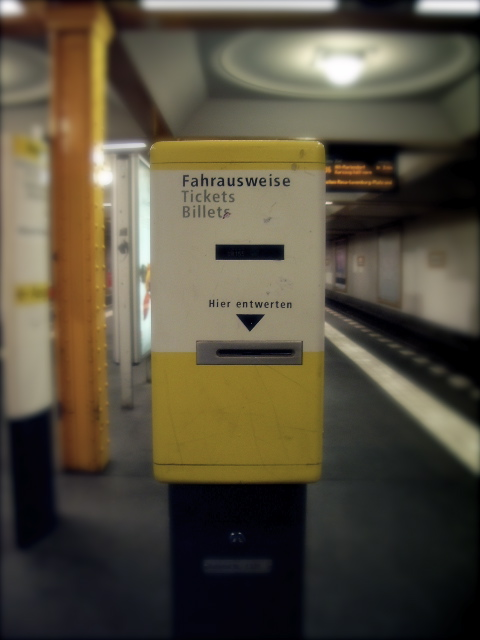
Stempelautomaat op het perron van station Naturkundemuseum

De Berlijnse metro is dagelijks in bedrijf tussen ongeveer vier uur 's ochtends en één uur 's nachts. Gedurende het grootste deel van de dag rijdt er per lijn per richting elke vijf minuten een trein; in de spits wordt de frequentie verhoogd naar drie-vier minuten en op minder drukke uren bestaat er een tienminutendienst. In het weekend rijdt er ook 's nachts elk kwartier een trein, op werkdagen zijn er vervangende metronachtbussen, die route van de metrolijnen volgen. De gemiddelde commerciële snelheid van de Berlijnse metro bedraagt 30,9 km/h. De toegestane maximumsnelheid bedraagt 60 km/h op de kleinprofiellijnen, in het grootprofielnet 70 km/h.
De metrobestuurders zijn verantwoordelijk voor het veilige vertrek van de treinen. Aan het einde van de perrons zijn hiertoe zogenaamde ZSA's (Zugfahrer-Selbstabfertigung) opgesteld, bestaande uit spiegels en monitoren. De ZSA's vervingen tussen 1992 en 1999 de perronopzichters die voorheen het vertreksein gaven.
De centrale verkeersleiding van het metronet bevindt zich in een gebouw aan de Potsdamer Straße, nabij metrostation Kleistpark, waar voorheen ook het hoofdkantoor van de BVG gevestigd was. Hier wordt de treinenloop gemonitord en kan men indien nodig in de dienst ingrijpen. Sinds de jaren 1970 zijn verschillende systemen voor automatische exploitatie getest op de lijnen U4 (SelTrac), U5 (STAR) en U9 (LZB), maar geen van deze systemen heeft algemene ingang in het net gevonden. Het spoor is beveiligd door een blokstelsel met zo'n 1800 seinen.
Aanvankelijk beschikte de Berlijnse metro over eigen elektriciteitscentrales. De laatste in gebruik zijnde centrale (Kraftwerk Unterspree in Ruhleben) werd in 1948 overgedaan aan het stedelijke energiebedrijf Bewag, dat sindsdien de stroomvoorziening verzorgt.
De Berlijnse metro maakt samen met tram, bus, S-Bahn en regionale treinen deel uit van de tariefunie VBB. Naast enkele ritten, dagkaarten en abonnementen bestaat er een speciale korttrajectkaart (Kurzstrecke), waarmee over een afstand van maximaal drie metrostations (of zes haltes met bus of tram) gereisd mag worden. De metro van Berlijn is een zogenaamd open systeem, wat wil zeggen dat stations vrij toegankelijk zijn, zonder tourniquets of andere vormen van ingangscontrole. Vervoersbewijzen dienen in automaten op de perrons te worden afgestempeld; kaartcontrole vindt steekproefsgewijs plaats in de treinen.

## Materieel

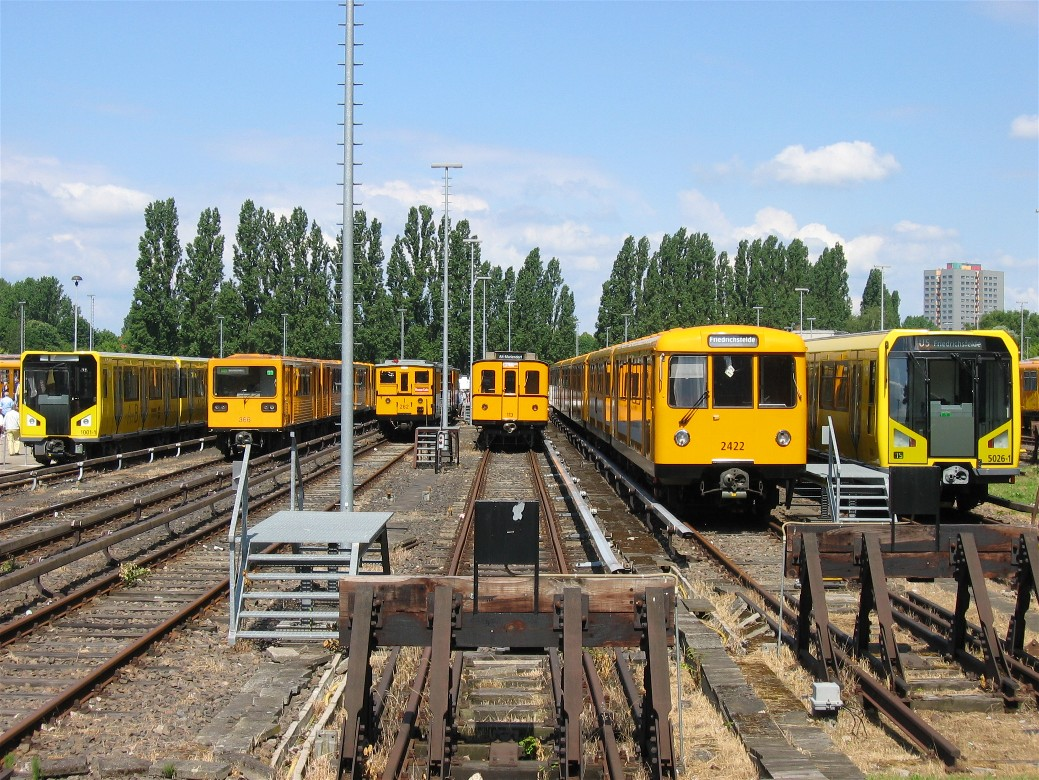
Oud en nieuw, grootprofiel en kleinprofiel: het assortiment in depot Friedrichsfelde

Eind 2013 beschikte de BVG over 1242 metrorijtuigen. Vanwege het eerder beschreven profielverschil bestaat de vloot van de Berlijnse metro uit twee soorten materieel, die door de grote technische verschillen niet uitwisselbaar zijn. Binnen deze twee hoofdsoorten bestaan weer verschillende series, waarvan er momenteel (2006) vijf in dienst zijn. Treinen van verschillende series kunnen veelal niet gekoppeld rijden, maar worden wel tegelijkertijd op dezelfde lijnen ingezet.
Bij vrijwel alle treintypes bestaat een eenheid uit twee gekoppelde rijtuigen. Hiervan vormt men op de kleinprofiellijnen gebruikelijk achtrijtuigtreinen (vier eenheden), op de grootprofiellijnen zesrijtuigtreinen (drie eenheden). De nieuwste treinstellen, van het type H (grootprofiel) en HK (kleinprofiel), bestaan echter uit zes respectievelijk vier gelede rijtuigen die een vaste eenheid vormen. Op minder drukke uren rijden op sommige lijnen kortere treinen (zogenaamde Kurzzüge); op de relatief rustige U4 wordt de dienst met uit slechts één eenheid (twee rijtuigen) bestaande treinen uitgevoerd. De oudste nog in bedrijf zijnde treintypes zijn A3L-71 (kleinprofiel) en F74 (grootprofiel).
Tot 1976 bestonden er nog rookafdelingen in de metrotreinen. Het tweeklassensysteem (2e en 3e) werd al in 1927 afgeschaft.

In alle treinen van de Berlijnse metro worden de stations automatisch omgeroepen; in de treinstellen van het type H en HK verschijnt deze informatie ook op displays. Het vertrek van een trein uit een station wordt aangekondigd met de tekst zurückbleiben bitte ("niet meer in- of uitstappen alstublieft"), gevolgd door een waarschuwingstoon. Ook zijn de treinen uitgerust met beeldschermen waarop onder de naam Berliner Fenster nieuws en reclame getoond wordt. Eenmaal per jaar vormt Berliner Fenster het toneel van het kortefilmfestival Going Underground. Tijdens dit festival worden films met een maximale lengte van 90 seconden in de metrotreinen vertoond.

### Kleinprofiel
| Treintypes    | Treintypes | Treintypes                    |
| ------------- | ---------- | ----------------------------- |
| A-I           | 1901-1926  | drie leveringen               |
| A-II Amanulah | 1928-1929  |                               |
| A3-60/66      | 1960-1966  | drie leveringen               |
| A3L-66/71     | 1966-1973  | drie leveringen               |
| A3L-82        | 1982       |                               |
| A3L-92        | 1993-1995  | draaistroommotoren            |
| G-I Gisela    | 1978-1985  | één cabine per twee rijtuigen |
| G-I/1(E)      | 1986-1989  | één cabine per twee rijtuigen |
| HK            | 2000-2007  |                               |

Voor de eerste Berlijnse metrolijn werden bij de Keulse wagonfabriek van der Zypen & Charlier twee prototypes besteld, die in 1899 werden geleverd. In 1901 begon in de eigen werkplaats van de Hochbahngesellschaft aan de Warschauer Straße de seriebouw van het treintype dat de passende naam A-I zou krijgen. Bij de opening van de Hoch- und Untergrundbahn in 1902 stonden er 42 motorwagens en 21 tussenrijtuigen ter beschikking. De treinen waren, in tegenstelling tot de prototypes, met langsbanken uitgerust. Dit zorgde voor meer ruimte in de slechts 2,3 meter brede wagons en is sindsdien de standaard voor kleinprofielmaterieel gebleven. Een rijtuig had per zijde twee schuifdeuren.

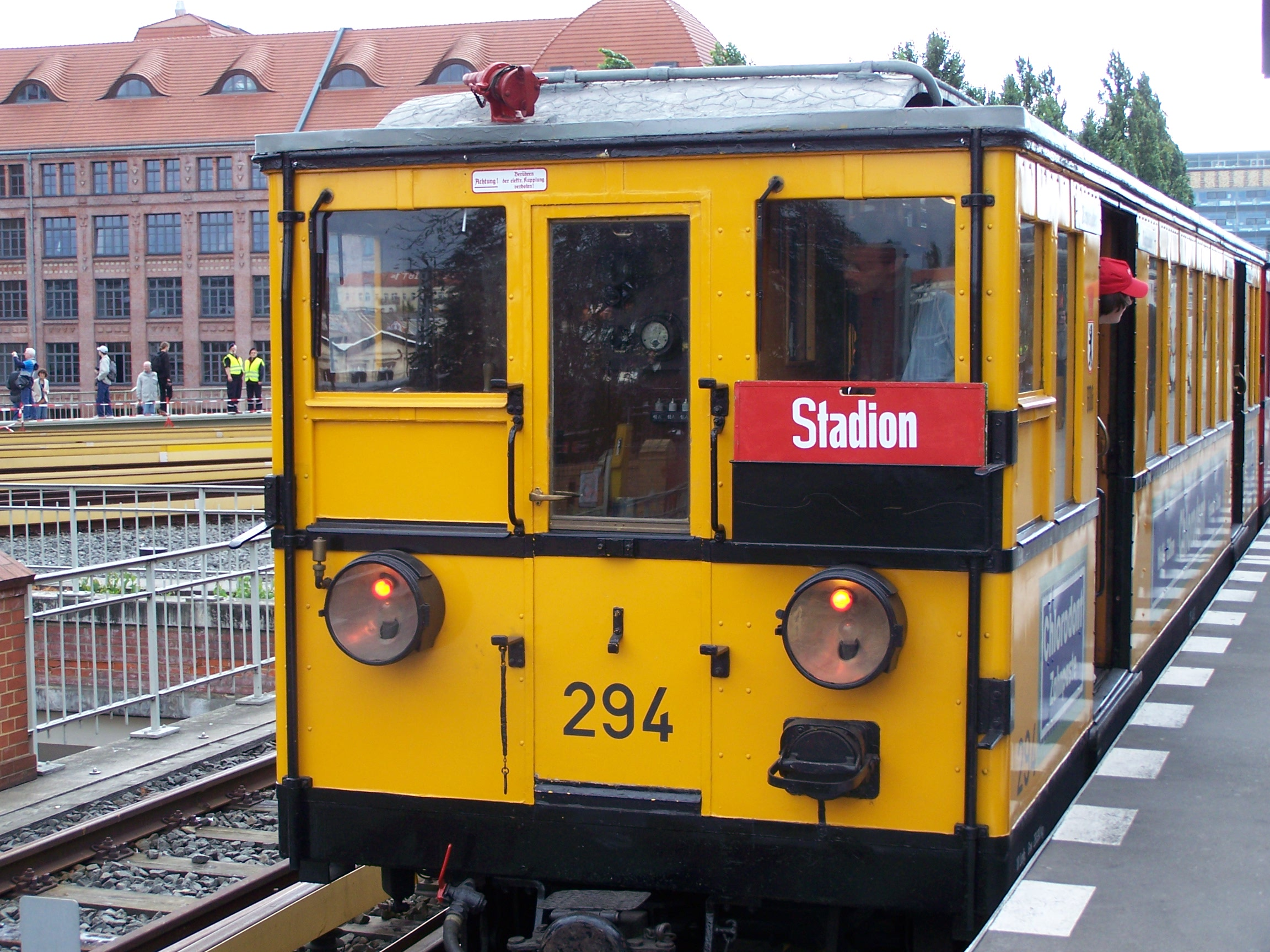
Een A-I-eenheid poseert ter gelegenheid van open monumentendag in station Warschauer Straße.

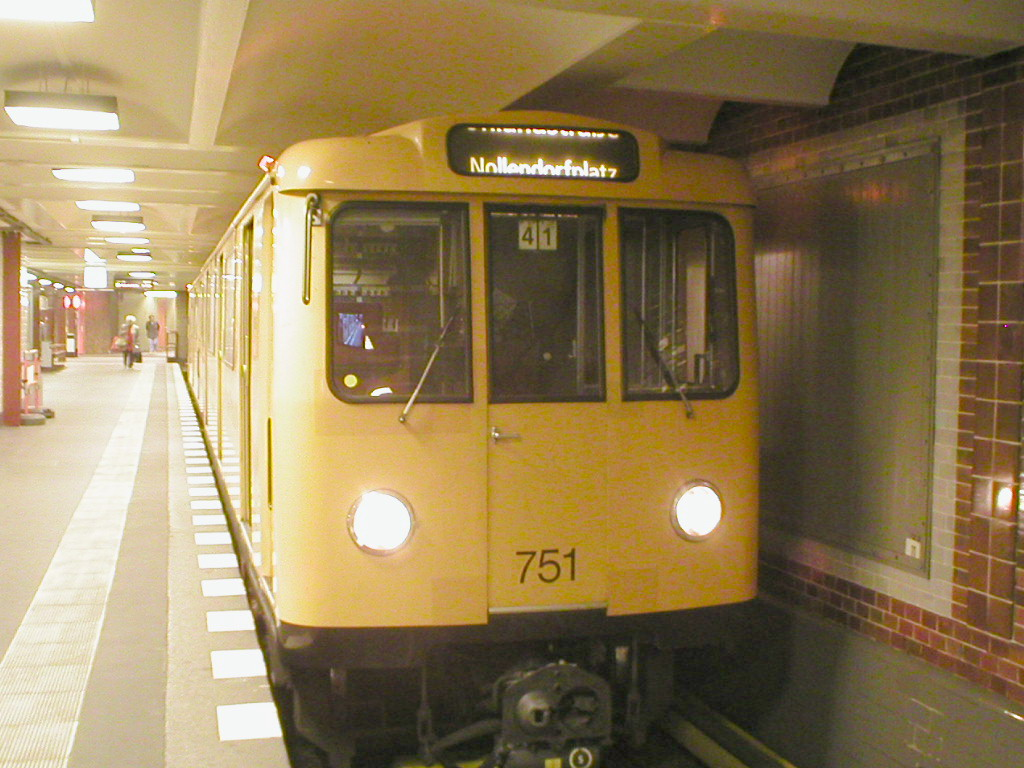
Trein van het type A3L-71 in station Innsbrucker Platz

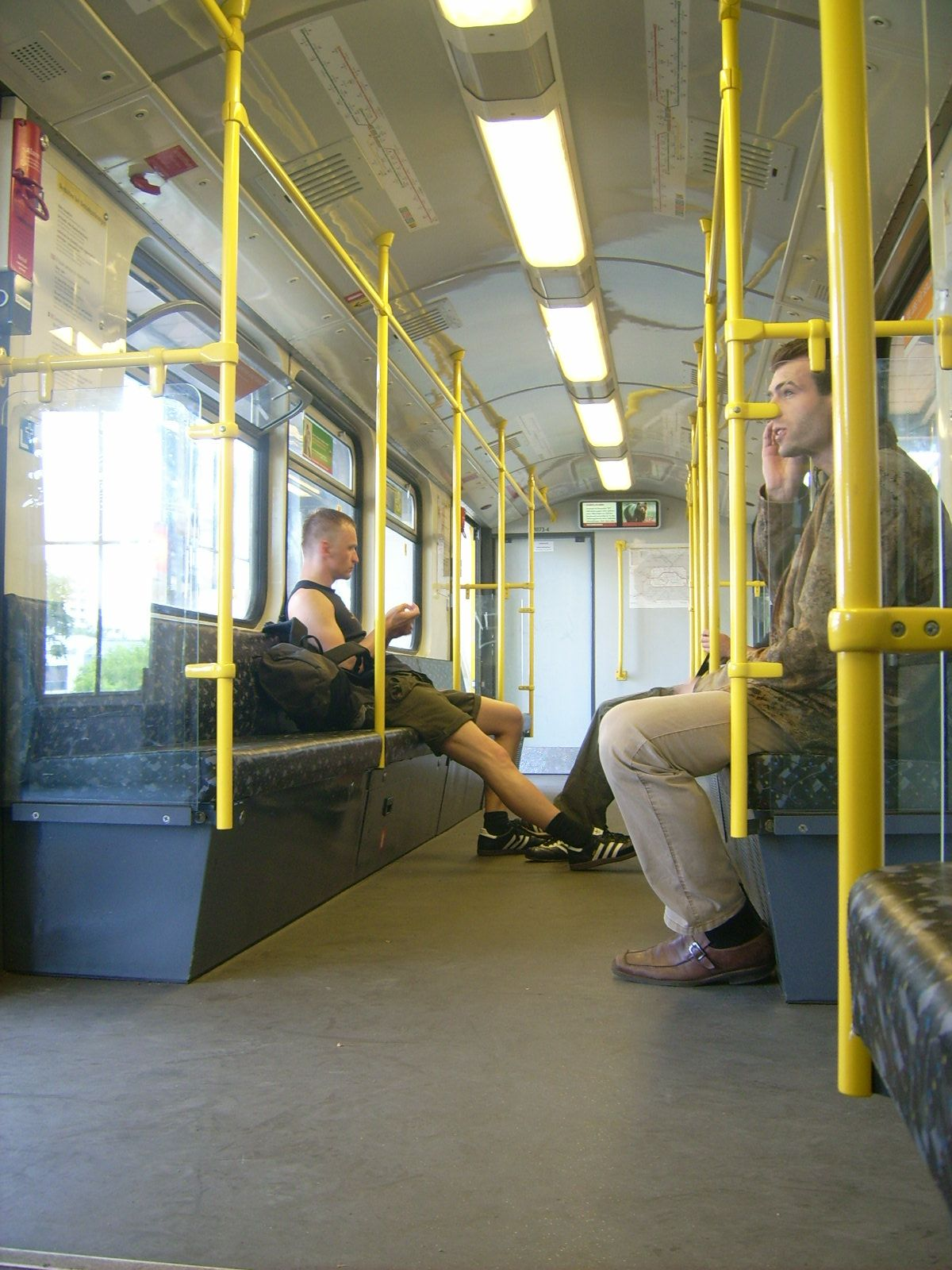
Interieur van een vernieuwde G-I/1

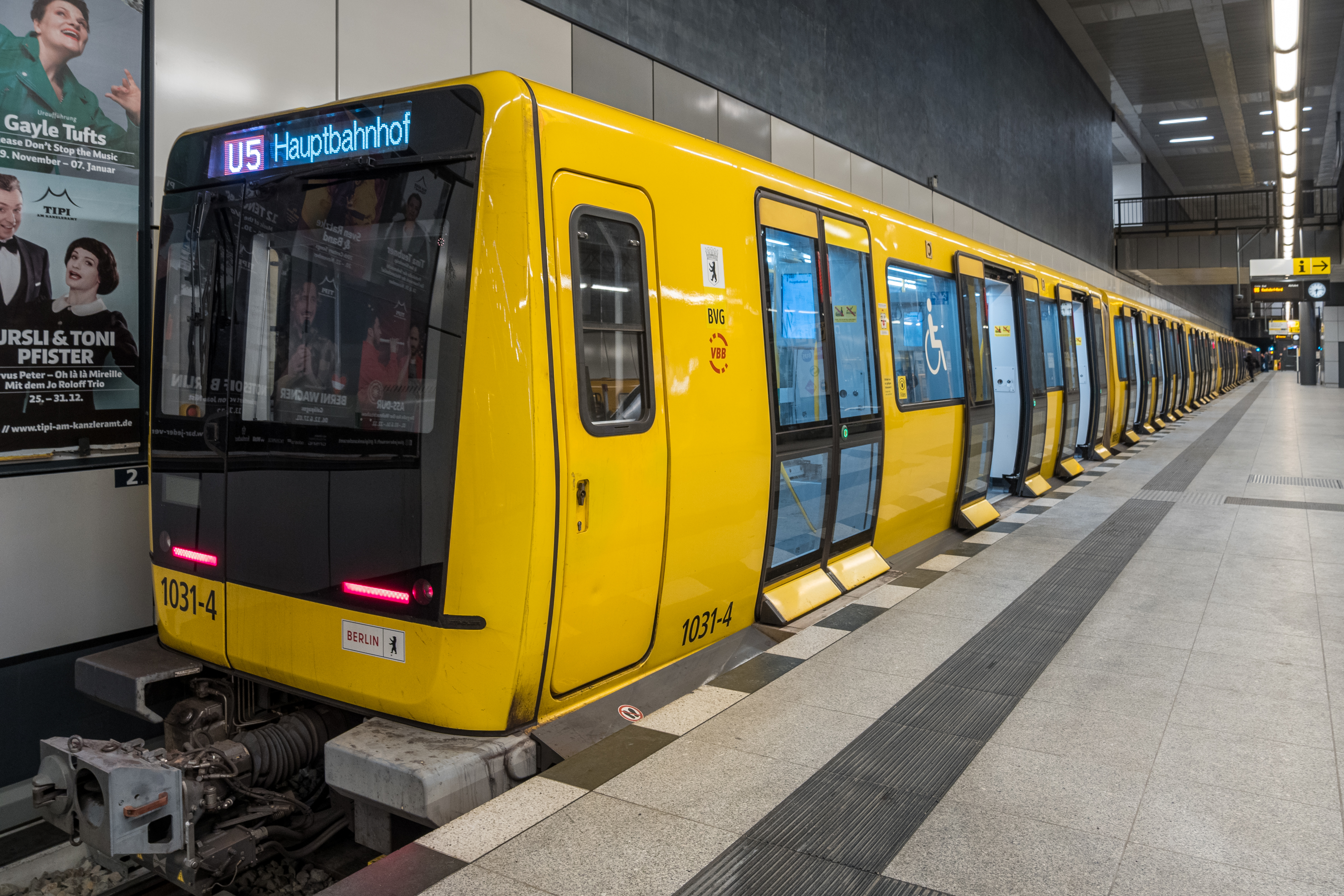
Treinvan het type IK in station Hauptbahnhof

Een A-I-eenheid bestond aanvankelijk uit twee motorrijtuigen (met elk drie motoren) en één tussenrijtuig en had een maximumsnelheid van 50 km/h. Latere leveringen kregen een extra motor en stroomstuurleidingen om eenheden van twee en vier rijtuigen te kunnen vormen. Deze eenheden werden tot maximaal achtrijtuigstellen gekoppeld. De stad Schöneberg liet voor haar in 1910 geopende metrolijn eigen rijtuigen bouwen. Aangezien men streefde naar een verbinding met het net van de Hochbahngesellschaft, weken deze treinen technisch niet af van het type A-I.
Tussen 1928 en 1929 kwam de tweede, iets afwijkende serie A-II in dienst. Het opvallendste uiterlijke verschil ten opzichte van de A-I-treinen was de gewijzigde indeling van de ramen en de deuren. In de volksmond kreeg de A-II de bijnaam Amanullah, omdat de Afghaanse koning Amanoellah Khan een van de treinen bestuurd zou hebben.
Na de levering van de serie A-II stond de ontwikkeling van kleinprofielmaterieel gedurende 30 jaar stil. Uitgebreid werd het kleinprofielnet immers niet meer, zodat capaciteitsvergroting overbodig was. Nieuw materieel werd echter dringend nodig nadat veel treinen tijdens de Tweede Wereldoorlog beschadigd of verwoest waren. Daarnaast liep de A-serie op dat moment sowieso tegen het einde van haar normale levensduur. Op basis van het grootprofieltype D werd in West-Berlijn het type A3 ontwikkeld. Tussen 1960 en 1966 werden hiervan drie series geleverd. Vanaf het type A3 stapte men over op eenheden van twee motorwagens, waardoor er geen tussenrijtuigen meer nodig waren.
De A3-treinen waren vanwege de stalen constructie echter zwaarder dan het oudere houten materieel en verbruikten daardoor meer elektriciteit. Om deze reden ontwikkelde men op basis van de A3-serie het grotendeels uit aluminium bestaande type A3L. De L in de typeaanduiding staat voor Leicht ("licht"); de A3L-treinen waren dan ook 17% lichter dan hun voorgangers. Na drie leveringen tussen 1966 en 1971 kwam in 1982 een klein aantal enigszins aangepaste treinen in dienst, die echter wel gekoppeld met het oudere A3L-materieel konden rijden. De laatste levering van de A3L-serie volgde tussen 1993 en 1995. Deze A3L-92-treinen wijken niet alleen uiterlijk af van de rest van de serie, maar werden ook voor het eerst in de geschiedenis van het Berlijnse kleinprofielmaterieel met draaistroommotoren uitgerust. Koppeling met andere series is door deze afwijkende techniek niet mogelijk.
Terwijl de laatste treinen van de types A-I en A-II in 1973 uit de West-Berlijnse dienst verdwenen, bleven deze in Oost-Berlijn nog tot in de jaren 1980 rijden. Pas in 1975 kwam op lijn A, de enige kleinprofiellijn in het oosten van de stad, een prototype van de nieuwe serie G in dienst. Na een testperiode van drie jaar begon men in 1978 met de serieproductie van de G-I. Dit materieel, dat de naam Gisela kreeg, bestond net als de West-Berlijnse treinen uit eenheden van twee rijtuigen, maar beschikt per eenheid over slechts één cabine. G-I-treinen bestaan daarom altijd uit minstens twee gekoppelde eenheden. Tussen 1982 en 1985 werd een aantal treinstellen van het type G-I uitgeleend aan de metro van Athene.
In 1988 volgde een tweede levering van de G-serie. Dit als G-I/1 aangeduide type was vanwege technische afwijkingen niet koppelbaar met de oudere G-I-treinen. Na de hereniging van het oostelijke en het westelijke net werd het materieel van de G-serie aan de West-Berlijnse normen aangepast. Het grootste deel van de G-I-treinen werd verkocht aan de metro van Pyongyang (Noord-Korea). Vanaf 2004 onderging het overgebleven G-I/1-materieel een uitgebreide modernisering; de opgeknapte serie staat sindsdien bekend als G-I/1E.
In 2000 kwamen vier prototypes van de nieuwe serie HK in dienst, gebaseerd op het grootprofielmaterieel H. Een HK-eenheid bestaat uit vier gekoppelde rijtuigen, waartussen vrije doorgang mogelijk is. De serielevering van dit nieuwe treintype begon medio 2006, maar werd vanwege technische mankementen van de eerste twee afgeleverde treinen al snel gestaakt. Na onderhandelingen tussen de BVG en de fabrikant van de treinstellen, Bombardier Transportation, werd de levering van de resterende twintig eenheden in juli 2007 hervat.

In de huidige dienst op het kleinprofielnet worden treinen van de types A3L, G-I/1E en HK ingezet.

### Grootprofiel
| Treintypes       | Treintypes          | Treintypes                     |
| ---------------- | ------------------- | ------------------------------ |
| A-IK Blumenbrett | 1923-1927 1945-1968 | Aangepaste kleinprofieltreinen |
| B-I Tunneleule   | 1924-1928           |                                |
| B-II             | 1927-1929           |                                |
| C-II Langwagen   | 1929                |                                |
| C-III            | 1930                |                                |
| D57/65           | 1957-1965           | vier leveringen                |
| DL65/70 Dora     | 1965-1973           | drie leveringen                |
| E-I              | 1956-1957           | prototype                      |
| E-III            | 1962-1990           | omgebouwde S-Bahntreinen       |
| F74/79           | 1973-1981           | drie leveringen                |
| F79.3            | 1980                | draaistroommotoren             |
| F84/92           | 1984-1994           | draaistroommotoren             |
| H98/01           | 1998-2002           |                                |

Al in de jaren 1910, toen de bouw van de Nord-Süd-Bahn net begonnen was, liet het Berlijnse stadsbestuur twee grootprofielprototypes bouwen door Linke-Hofmann. Nadat de rijtuigen in 1914 waren geleverd, werd het materieel bij Siemens getest. Ook AEG, de oorspronkelijke eigenaar van de in aanbouw zijnde GN-Bahn, bestelde in deze periode twee prototypes, zij het bij van der Zypen & Charlier. Deze in 1916 gebouwde treinen zouden door het faillissement van de AEG-Schnellbahn-AG echter nooit op het metronet in dienst komen. De Duitse spoorwegen zette ze in 1921 in op een Berlijnse voorstadslijn.
Toen de Nord-Süd-Bahn (U6) na vele tegenslagen in 1923 werd geopend, waren er door geldgebrek (het was de tijd van de hyperinflatie) nog geen grootprofieltreinen beschikbaar. Tot 1927 werden daarom kleinprofieltreinen van de Hochbahngesellschaft op de lijn ingezet. Deze treinen kregen aangepaste stroomafnemers en waren uitgerust met treeplanken, die in de volksmond Blumenbretter ("bloemenplanken") genoemd werden.

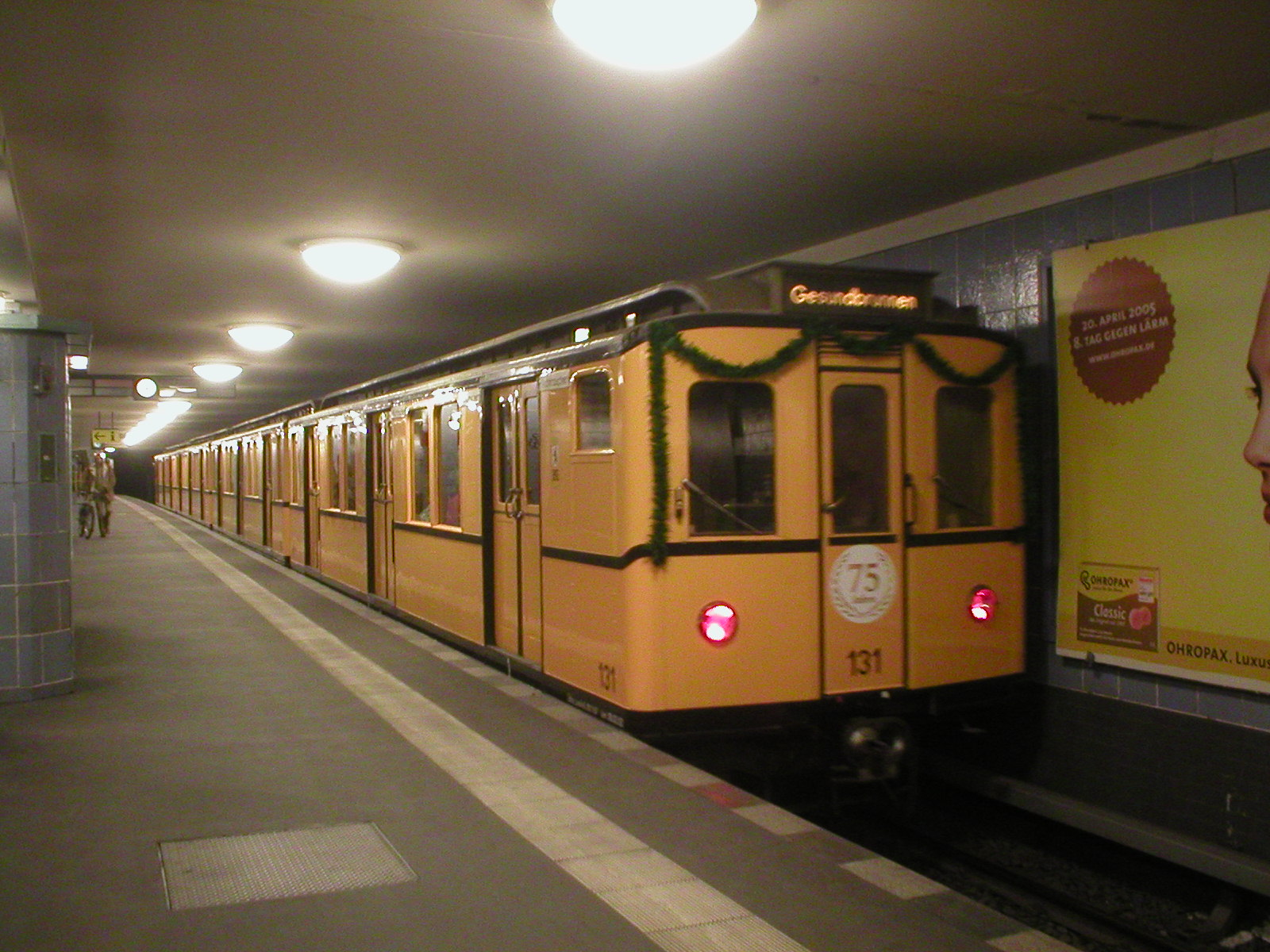
Ter ere van het 75-jarige bestaan van de U8 reed in 2005 een B-II-treinstel op de lijn.

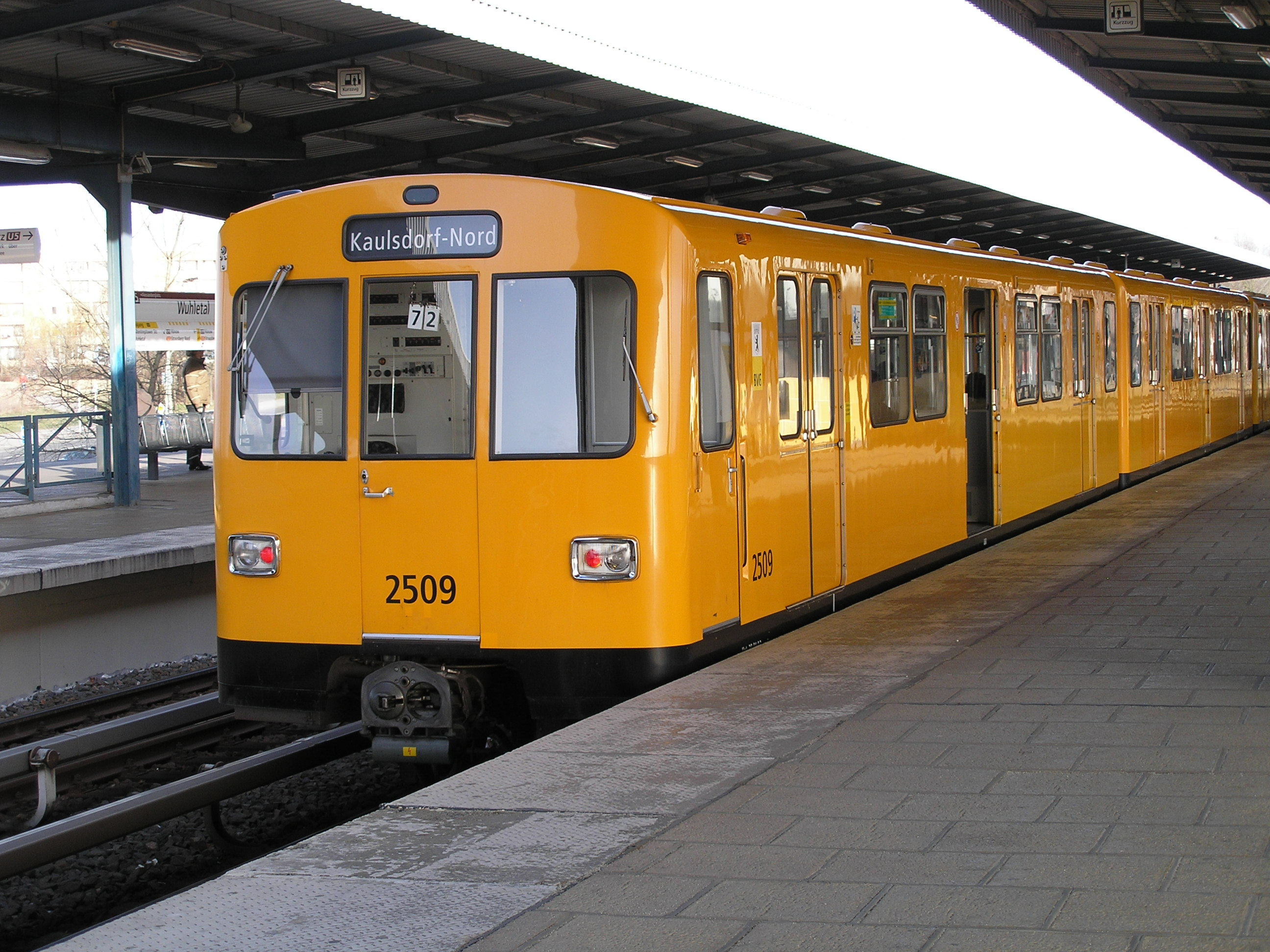
F74-treinstel in station Wuhletal

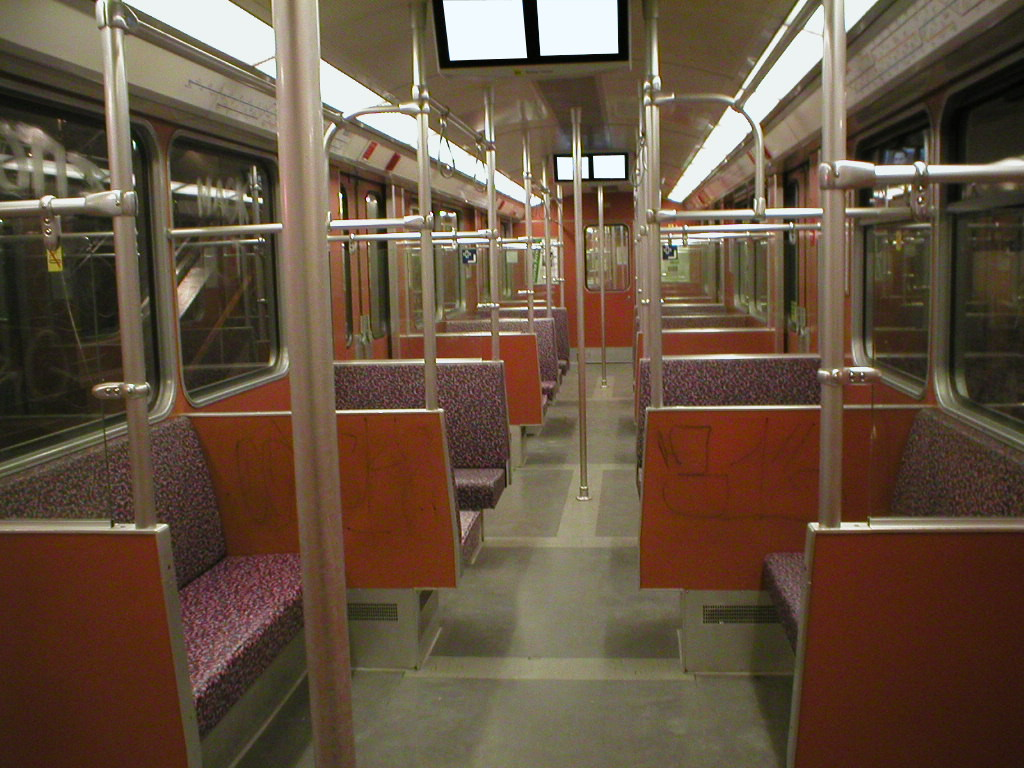
Interieur van een F87

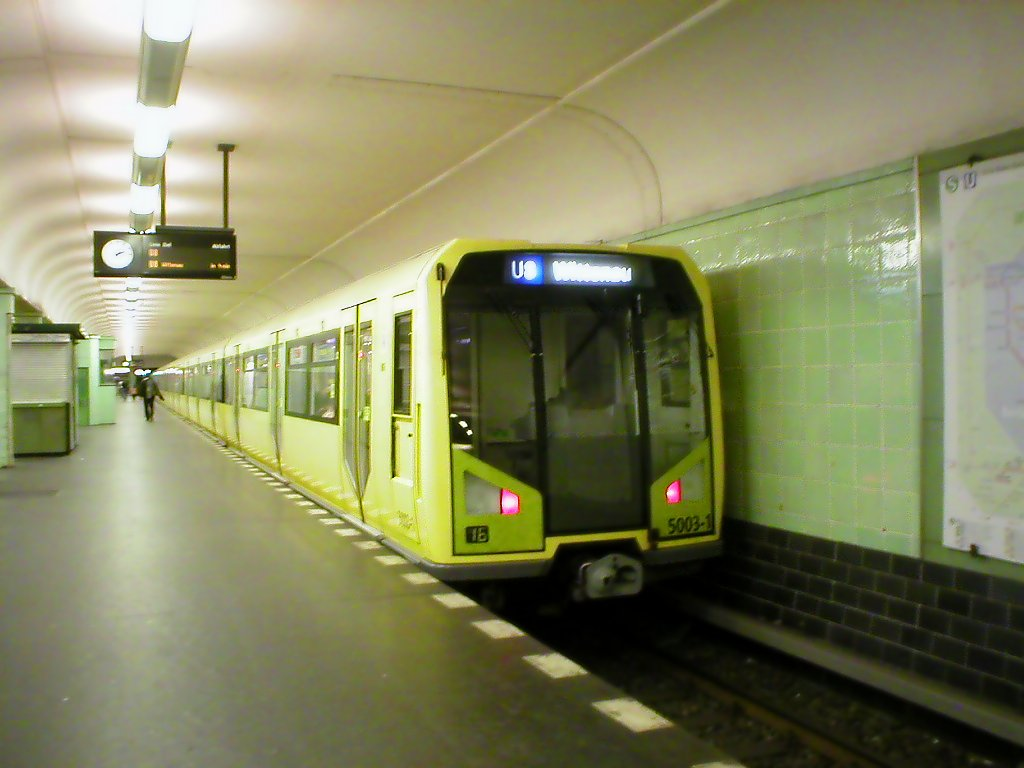
Treinstel van het type H in station Leinestraße

Pas in 1924 werden de eerste 24 grootprofielrijtuigen geleverd, die het typenummer B-I kregen. Vanwege de grote ovale ramen in de cabine kregen deze treinen de bijnaam Tunneleule ("tunneluil"). Net als bij het eerste kleinprofielmaterieel werd een trein gevormd uit motorwagens en tussenrijtuigen. Een rijtuig had een lengte van 13,15 meter en beschikte over drie deuren aan elke zijde. Tussen 1927 en 1928 werden 20 motorrijtuigen en 30 tussenrijtuigen van het aangepaste type B-II geleverd. Vanwege het grotere motorvermogen van dit treintype was koppeling met B-I-rijtuigen niet mogelijk. Van de B-serie konden drie- vier- en vijfrijtuigtreinen gevormd worden.
Nadat vanaf 1926 een prototype C-I getest was, volgde tussen 1929 en 1930 de serielevering van treintypes C-II en C-III. Deze serie bestond uitsluitend uit motorrijtuigen, die met 18 meter bovendien aanzienlijk langer waren dan rijtuigen van de B-serie. Hoewel de types C-II en C-III uiterlijk gelijk waren, bestonden er technische verschillen. In 1930 verschenen de eerste C-IV-treinen op het net. In de constructie van dit type werd voor het eerst gebruikgemaakt van aluminium, wat een gewichtsbesparing van 12% opleverde. Treinen van de C-serie bestonden uit maximaal zes rijtuigen.
Na de Tweede Wereldoorlog was een groot aantal treinen inmiddels aan vervanging toe. Bovendien had de Sovjet-Russische bezettingsmacht in 1945 treinstellen in beslag genomen om in Moskou te gebruiken. De bouw van nieuw materieel werd hierdoor een absolute noodzaak.
In 1955 werd een prototype van de nieuwe serie D ontwikkeld. Na een succesvolle testperiode werden D-rijtuigen vanaf 1957 in serie geleverd. Net als de van de D-serie afgeleide A3-kleinprofieltreinen hadden de eerste D-rijtuigen vanwege hun zware staalconstructie een hoog stroomgebruik. Vanaf 1965 werden daarom grotendeels uit aluminium bestaande rijtuigen geleverd, die de typeaanduiding DL kregen. In West-Berlijn verving de D-serie de oudere treinstellen uiteindelijk volledig; in 1969 werden de laatste B-treinen terzijde gesteld, de laatste treinstellen van het type C verdwenen in 1975 van de rails.
De situatie op de Oost-Berlijnse grootprofiellijn E (U5) was ondertussen bijzonder penibel. Door de inbeslagname van het C-materieel beschikte men niet meer over grootprofieltreinen. Net als eerder op de Nord-Süd-Bahn werden daarom met treeplanken uitgeruste kleinprofieltreinstellen ingezet. Deze tijdelijke oplossing was echter niet ideaal en bovendien dreigde hierdoor een materieeltekort op de kleinprofiellijn A te ontstaan. In 1958 werden er twee grootprofielprototypes E-I getest, maar vanwege hun hoge gewicht en technische mankementen kwam het niet tot serieproductie. In 1962 werden ook de plannen voor een treintype E-II verworpen. Uiteindelijk besloot men S-Bahnrijtuigen die vanwege de West-Berlijnse S-Bahnboycot niet meer nodig waren om te bouwen. Tussen 1962 en 1970 werden de treinen in de werkplaats Schöneweide van de Deutsche Reichsbahn omgebouwd en als E-III geleverd aan het metrobedrijf. De laatste kleinprofieltreinen werden in 1968 overgebracht naar lijn A.
In West-Berlijn verscheen in 1974 de serie F op de rails. Nieuw aan deze treinen waren onder meer de dwarsbanken in plaats van de eerder gebruikelijke langsbanken. De F-serie was aanvankelijk vooral een technisch verbeterde voortzetting van de D-treinen, maar ontwikkelde zich door verscheidene aanpassingen steeds verder. Zo werd er een aantal eenheden van het type F-79 in 1980 als proef uitgerust met draaistroommotoren; deze treinen kregen de aanduiding F-79.3. Positieve ervaringen leidden ertoe dat alle latere F-stellen draaistroommotoren kregen. De types F84/87/92 kregen daarnaast een iets aangepast uiterlijk en beter werkende deuren. Koppeling met oudere types van de F-serie is vanwege de afwijkende techniek niet mogelijk.
Na de verlenging van lijn E tot Hönow was er in het oosten van de stad wederom behoefte aan grootprofieltreinen. In 1988 kocht het Oost-Berlijnse stadsvervoerbedrijf 98 D-rijtuigen van de BVG. Daarnaast werd opnieuw een aantal omgebouwde S-Bahnrijtuigen geleverd. De volledige serie E-III werd echter al in 1994 afgevoerd vanwege de sterk verouderde techniek.
In het midden van de jaren 1990 besloot de BVG een geheel nieuwe treinserie te laten ontwikkelen. Als belangrijke voorwaarde werd gesteld dat de nieuwe treinstellen de reiziger een veiliger gevoel moesten geven. Om deze reden koos men voor volledig doorloopbare treinen, bestaande uit een vast aantal gekoppelde rijtuigen. In 1995 kwamen de eerste prototypes H95 in dienst. De serielevering van de door Adtranz (sinds 2001 onderdeel van Bombardier) gebouwde zesrijtuigtreinen volgde in 1998 en 2000. In tegenstelling tot de F-serie beschikken deze treinen wederom over langsbanken. De wagenbakken van de H-serie kunnen alleen in de werkplaats van elkaar gescheiden worden.
Sinds de laatste rijtuigen van de D-serie in 2004 uit dienst werden genomen, rijden er alleen nog treinen van de series F en H op het Berlijnse grootprofielnet. Een aantal D-rijtuigen werd verkocht aan Pyongyang, zoals eerder met het treintype G-I was gebeurd.

### Werkplaatsen
Voor reparatie en onderhoud van de treinen bestaan er verspreid over het net vier werkplaatsen. Hiervan zijn er drie bestemd voor grootprofielmaterieel en een voor kleinprofielmaterieel. In de hoofdwerkplaats Seestraße (grootprofiel) kunnen ook revisies en gecompliceerde werkzaamheden plaatsvinden.

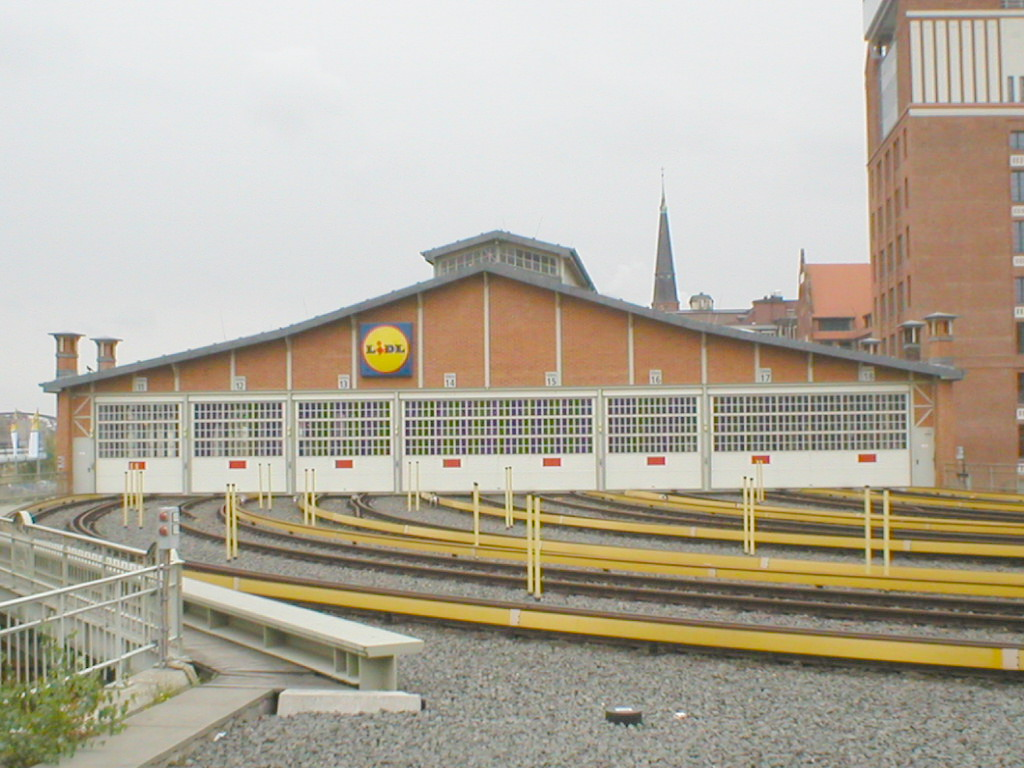
De voormalige werkplaats bij station Warschauer Straße wordt alleen nog als remise gebruikt.

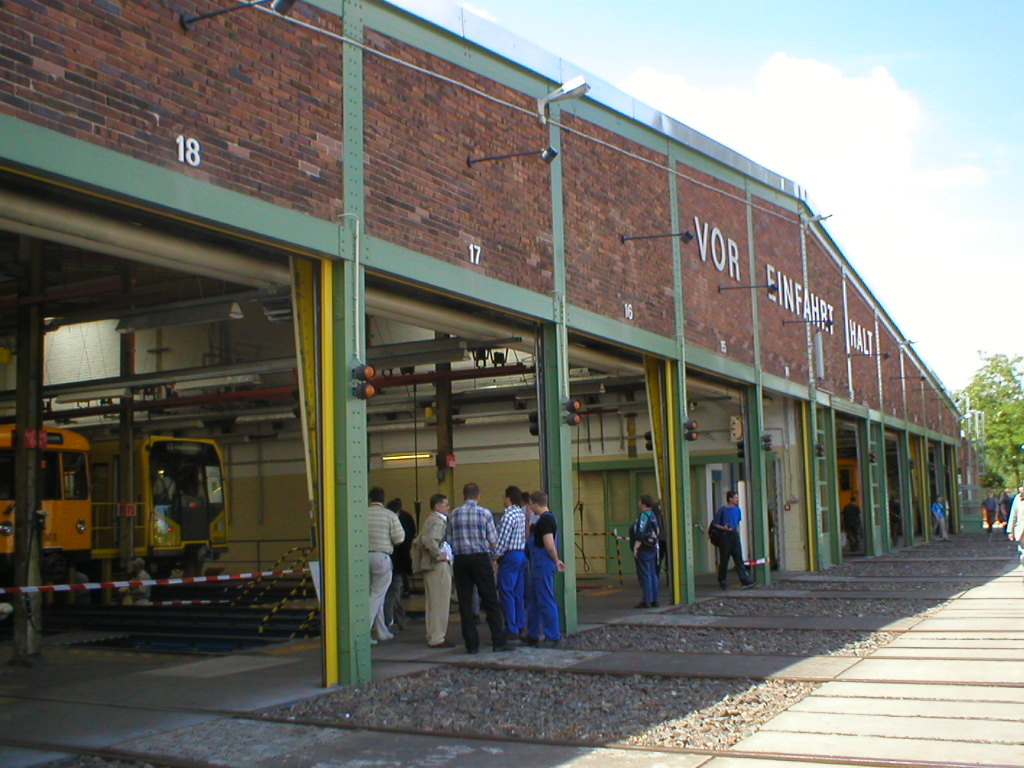
Hal II van werkplaats Friedrichsfelde

De eerste werkplaats van de Hochbahngesellschaft werd in 1901 in gebruik genomen en bevond zich bij station Warschauer Brücke, het eindpunt van het stamtracé. In deze werkplaats bouwde men de eerste Berlijnse metrorijtuigen (type A-I). In de 106 meter lange en 16,5 meter brede hal konden 32 rijtuigen gestald worden. Ook de tramstellen van de door de Hochbahngesellschaft bedreven Flachbahn vonden hier enige tijd onderdak. Nadat station Warschauer Brücke door de bouw van de Muur in 1961 van de rest van het net werd gescheiden raakte de werkplaats in onbruik. Sinds 1995 wordt de voormalige werkplaats gebruikt als opstelhal.
Vanwege de uitbreiding van het metronet werd de werkplaats Warschauer Brücke al snel te klein. In het Grunewald vond men een geschikte locatie voor een nieuwe, grotere werkplaats. De Hochbahngesellschaft kocht 14 hectare grond en verplichtte zich er daarbij tegelijkertijd toe de metrolijn van Westend naar het Deutsches Stadion te verlengen. In januari 1913 kwam de werkplaats Grunewald in gebruik. Aanvankelijk was er slechts één hal, maar tussen 1924 en 1928 werden er drie extra hallen gebouwd. Tegenwoordig is Grunewald de enige kleinprofielwerkplaats in Berlijn, hoewel groot onderhoud aan het kleinprofielmaterieel plaatsvindt in de (grootprofiel-)hoofdwerkplaats. Tot 2003 bevond zich ook een hoofdwerkplaats op het terrein van werkplaats Grunewald. Op 3 september 1943 brandde een groot deel van het terrein na een bombardement af. De herbouw was in 1950 voltooid.
In januari 1923 werd, tegelijkertijd met de opening van de Nord-Süd-Bahn, op een terrein aan de Müllerstraße de werkplaats Seestraße in gebruik genomen. In deze werkplaats, die zich ten noordoosten van metrostation Seestraße bevindt, werden aanvankelijk voor de grootprofiellijn aangepaste kleinprofieltreinen (Blumenbretter) ondergebracht. In 1924 arriveerden er de eerste Berlijnse grootprofieltreinen. In verband met de sluiting van de hoofdwerkplaats Grunewald wordt de hoofdwerkplaats Seestraße sinds 2003 uitgebreid. Aangezien het terrein midden in bebouwd gebied ligt en dus niet vergroot kan worden, gaat deze uitbreiding ten koste van de normale werkplaats.
Tussen 1927 en 1930 werd voor de nieuwe lijn E een derde werkplaats gebouwd. Deze werkplaats Friedrichsfelde ligt ten noordwesten van station Tierpark. Tijdens de deling van het metronet werden ook de kleinprofieltreinen van lijn A hier onderhouden, omdat zich in Oost-Berlijn geen kleinprofielwerkplaats bevond.
Nabij station Krumme Lanke bevond zich van 1929 tot 1968 een kleine werkplaats voor kleinprofielmaterieel. De hal, die plaats bood aan vier achtrijtuigtreinen, is niet meer in gebruik, maar staat wel onder monumentenbescherming.
De nieuwste werkplaats van de Berlijnse metro werd geopend in 1971 en bevindt zich nabij station Britz-Süd (U7). Aangezien het West-Berlijnse grootprofielnet voortdurend werd uitgebreid bouwde men de werkplaats Britz-Süd op een zeer ruim perceel van 10 hectare. Dit bood in 1988 de mogelijkheid de werkplaats uit te breiden.

## Ongelukken
De Berlijnse metro heeft in zijn ruim honderdjarige bestaan slechts een beperkt aantal ernstige ongevallen gekend, afgezien van rampen als gevolg van bombardementen tijdens de Tweede Wereldoorlog.

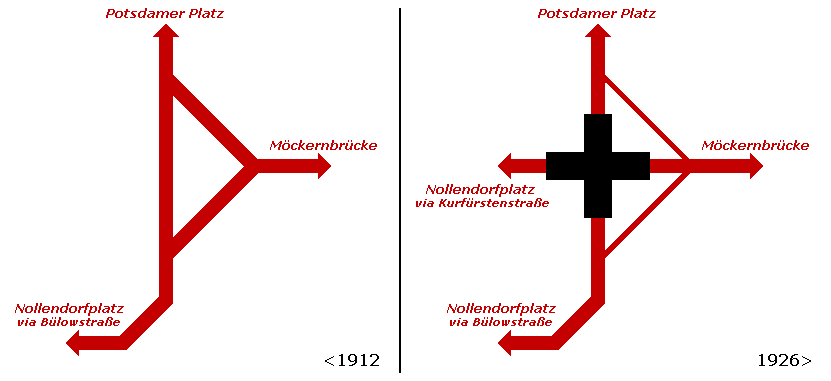
De Gleisdreieck voor en na de ombouw

Het eerste en tevens ernstigste ongeluk vond plaats op 26 september 1908. Bij de Gleisdreieck, de spoordriehoek die de aftakking naar Potsdamer Platz met de van oost naar west lopende stamlijn Warschauer Brücke - Knie verbond, negeerde een metrobestuurder een stopsein. Het treinstel botste tegen de zijkant van een andere trein, waardoor twee wagons ontspoorden en van het viaduct naar beneden stortten; zo'n 20 mensen kwamen om het leven. Naar aanleiding van het ongeval werd besloten de gelijkvloerse spoordriehoek om te bouwen tot een kruisingsstation op twee niveaus.
Op 30 juni 1965 gebeurde er een ernstig ongeval op lijn G, de huidige U9. Een van station Spichernstraße naar Leopoldplatz onderweg zijnde trein raakte defect voorbij station Zoologischer Garten en kwam tot stilstand in de tunnel. Het sein van bezette traject bleef hierdoor op stop staan. In het seinhuis van Zoologischer Garten, van waaruit het traject richting Hansaplatz beveiligd wordt, was op dat moment een onderhoudsmonteur aan het werk. Hem viel het stopsein op, waarna hij het sein handmatig op vrij zette. De automatische treindetectie zorgde er echter voor dat het sein direct terugsprong. De monteur ging uit van een defect en schakelde, geheel tegen de dienstvoorschriften, de seininstallatie uit om de fout op te sporen. Hierop kreeg de al een tijdje in station Zoologischer Garten wachtende volgende trein vrij. Noch de monteur, noch de bestuurder van de trein, noch de stationschef hadden weet van het defecte treinstel en de trein vertrok. Met een snelheid van 70 km/h naderde het metrostel de stilstaande trein. De bestuurder gebruikte de noodrem, maar het was al te laat om de trein tot stilstand te brengen. Er viel één dode, 97 reizigers raakten gewond en de bestuurder verloor zijn beide benen. Aanvankelijk ging de BVG uit van een technisch mankement, maar na uitgebreid onderzoek bleek dat er een menselijke fout in het spel was. De monteur werd daarop ontslagen en veroordeeld tot het betalen van een schadevergoeding van circa 600.000 Duitse mark.
In de vroege ochtend van 4 oktober 1972 ontstond er brand in de opstelplaats nabij station Alexanderplatz, vermoedelijk als gevolg van een defecte elektromotor van een der treinen. Aangezien de dienst nog niet begonnen was, stond er een groot aantal treinstellen in de ruimte en raakten 14 treinen beschadigd. De hitte leidde ertoe dat enkele metalen steunpilaren het begaven en er bovengronds bodemverzakking zichtbaar werd. Uiteindelijk ontstond er zelfs een grote scheur in het dak, waardoor de tunnel geheel nieuw gebouwd moest worden. Als gevolg van de brand moest het Oost-Berlijnse vervoerbedrijf oude treinen uit West-Berlijn overnemen om het materieeltekort op te lossen.
Een brand in station Deutsche Oper op 8 juli 2000 had grote gevolgen voor het gehele Berlijnse metronet. Een trein van het type GI/I, komend uit de richting Ruhleben, vatte vlam en blokkeerde de uitgang aan de westzijde. Omdat het station slechts aan één zijde over een uitgang beschikte, konden de aanwezige reizigers alleen via de metrotunnel ontvluchten. Als gevolg van de brand liepen 21 personen een rookvergiftiging op. Door de brandschade konden er twee maanden lang geen treinen stoppen in het metrostation. Na het ongeval eisten de Berlijnse brandweer, politie en politiek dat alle metrostations minstens twee uitgangen zouden krijgen.
Het laatste ongeval vond plaats op 25 maart 2003 in station Kurt-Schumacher-Platz. Vanwege werkzaamheden bestond er op dat moment een pendeldienst naar Alt-Tegel, terwijl de reguliere dienst in Kurt-Schumacher-Platz eindigde. Door het keren van de treinen bestond aan beide zijden van het station een kort enkelsporig traject. In de namiddag ramde een pendeltrein die het station wilde binnenrijden een juist vertrekkend treinstel. Gewonden vielen er niet, maar beide bij het ongeluk betrokken treinen waren dusdanig beschadigd dat ze gesloopt moesten worden.

## Toekomst
Vanwege het chronische gebrek aan financiële middelen van de stad en het feit dat meeste wijken van Berlijn inmiddels van een aansluiting op metro en/of S-Bahn zijn voorzien, ligt verdere uitbreiding van het net op korte en middellange termijn niet in de verwachting. De prioriteit legt men bij onderhouds- en saneringswerkzaamheden en verbetering van de toegankelijkheid van de stations.

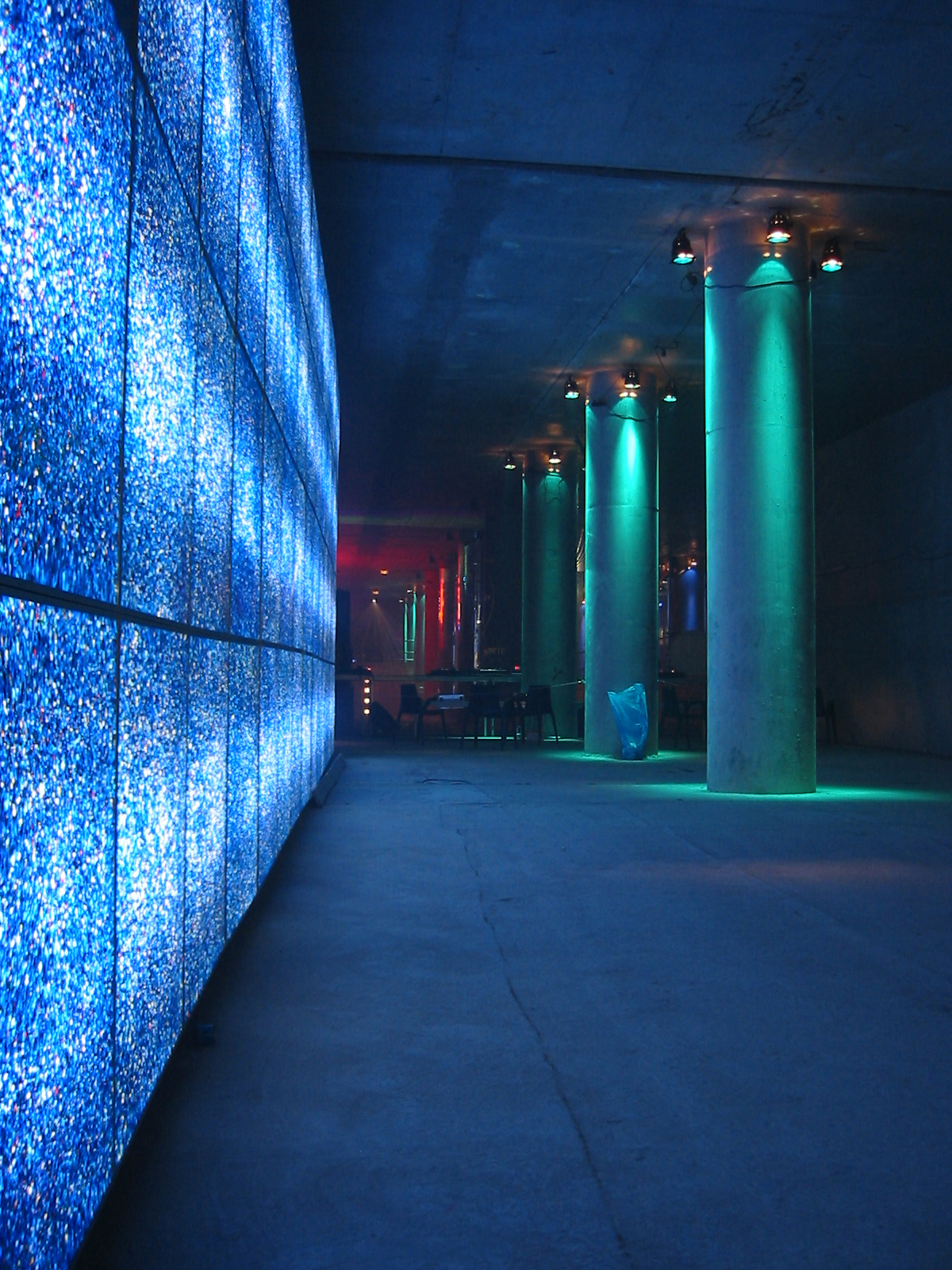
De nog lege stationshal voor de geplande U10 in station Potsdamer Platz wordt onder meer verhuurd als tentoonstellingsruimte.

Er bestaat echter wel een groot aantal voorziene uitbreidingen voor de lange termijn, hieronder opgesomd per lijn. Sinds het 200-Kilometer-Plan in 1996 verviel, zijn geplande metrotracés alleen nog in de bestemmingsplannen te vinden.
- U1: Lange tijd was een verlenging vanaf het oostelijke eindpunt Warschauer Straße naar station Frankfurter Tor op de U5 voorzien. Aangezien er tussen deze stations reeds een frequente tramverbinding bestaat, zal dit metrotraject echter waarschijnlijk uit het bestemmingsplan geschrapt worden.[22] Een verschuiving van station Warschauer Straße, om een betere overstap op de S-Bahn te realiseren, behoort nog wel tot de plannen. In het westen is een verlenging naar Adenauerplatz (U7), Halensee en Theodor-Heuss-Platz (U2) gepland. Dit traject is voorzien als deel van de nieuwe lijn U10, zie ook hieronder.
- U2: In het noorden is een verlenging naar het centrum van Pankow voorzien. De in 2000 geopende verlenging naar het S-Bahnstation Pankow was de eerste etappe van dit project, dat overigens als enige uitbreiding van het metronet is opgenomen in het prioriteitenplan tot 2030.
In de jaren 1930 bestonden er al plannen de lijn in het westen door te trekken naar Spandau, het stadsdeel dat sinds de jaren 1980 door de U7 wordt ontsloten. In het eindpunt Rathaus Spandau van de U7 is ruimte gelaten voor een verlengde U2 naar het Falkenhagener Feld.
- U3: Deze lijn eindigt in het zuidwesten nu nog in station Krumme Lanke, maar een verbinding met het 900 meter verder gelegen S-Bahnstation Mexikoplatz is gepland.
- U4: Met de aanleg van de U10 zal deze lijn in het noorden doorgetrokken worden naar de Magdeburgerplatz om een overstapmogelijkheid te creëren.
- U5: Na de voltooiing van het traject Alexanderplatz - Brandenburger Tor (- Hauptbahnhof) is een verdere verlenging van de lijn gepland via Turmstraße (U9) naar Jungfernheide (U7). Vandaar zou de U5 naar luchthaven Tegel of Reinickendorf doorgetrokken kunnen worden.
- U6: Deze lijn geldt als enige als voltooid
- U7: In het zuidoosten is een verlenging naar de uit te breiden luchthaven Schönefeld gepland. In Spandau zal de U7 wellicht ooit Staaken bereiken.
- U8: Een verlenging vanaf het noordelijke eindpunt Wittenau naar het dichtbevolkte Märkisches Viertel behoort al jaren tot de plannen.
- U9: Voor de bouw van een zuidelijke verlenging naar Lankwitz werd lange tijd ruimte vrijgelaten, maar inmiddels is een aantal van deze percelen bebouwd.
- U10: Tot 2004 stond deze nieuwe lijn in de planning te boek als U3. Uiteindelijk moet de U10 het noordoostelijke stadsdeel Weißensee via de Alexanderplatz en de Potsdamer Platz met de Wittenbergplatz verbinden; daar zal de lijn aansluiten op het westelijke deel van de huidige U1 en na het eindpunt Uhlandstraße via de Kurfürstendamm en het beursterrein naar de Theodor-Heuss-Platz voeren. In een aantal stations zijn reeds voorbereidingen voor de U10 getroffen.
- U11: Deze geheel nieuwe lijn moet het centraal station via het noorden van Berlin-Mitte, Prenzlauer Berg en Lichtenberg met het oostelijke woongebied Marzahn gaan verbinden.

## Metromuseum
In het in 1983 buiten gebruik gestelde seinhuis van station Olympia-Stadion bevindt zich een klein metromuseum. Hier kan de sein- en wisselbedieningsinstallatie, die ooit als de grootste in zijn soort van Europa gold en nog geheel intact is, bezichtigd worden, evenals diverse andere objecten uit de geschiedenis van de Berlijnse metro. Het museum beschikt tevens over 36 deels rijvaardige historische treinstellen, die echter niet permanent tentoongesteld kunnen worden. Ongeveer vijfmaal per jaar organiseert men speciale ritten over het Berlijnse metronet met deze oude treinen.

### Overig
1. Daniël Riechers: Metro's in Europa. De Alk, Alkmaar, 1995 ISBN 90-6013-011-1
2. Robert Schwandl: Berlin U-Bahn Album. metroPlanet, Berlijn, 2002 ISBN 3-936573-01-8